# Priorisierung der COVID-19-Impfmaßnahmen
Die Priorisierung der COVID-19-Impfmaßnahmen bezeichnet Auswahlentscheidungen darüber, welche Teile der Bevölkerung in welchen Gebieten in welcher Reihenfolge geimpft werden sollen, wenn ein COVID-19-Impfstoff verfügbar ist, um die COVID-19-Pandemie zu bekämpfen. Ziel der Impfung ist es, eine Immunantwort im Geimpften zu erzeugen, die vor der durch das Virus SARS-CoV-2 hervorgerufenen Erkrankung COVID-19 oder vor einer Infektion selbst schützt. Nachdem der Impfstoff nicht sofort weltweit in ausreichender Menge vorhanden war, erforderte die anfängliche Knappheit von COVID-19-Impfstoffen und begrenzten Impfkapazitäten das Setzen von Prioritäten, gestaffelt u. a. nach dem Alter. „Der alles entscheidende Risikofaktor für eine schwere COVID-19-Erkrankung ist das zunehmende Alter > 60 Jahre“. Priorisierung bedeutet dabei, dass bestimmte Bevölkerungsgruppen bevorzugt zur freiwilligen Impfung zugelassen werden.
In Deutschland wurde die Priorisierung der COVID-19-Impfmaßnahmen im Juni 2021 bundesweit aufgehoben.

## Weltgesundheitsorganisation
Die Strategic Advisory Group of Experts on Immunization der WHO veröffentlichte im Oktober 2020 ein Dokument mit dem Titel „Roadmap For Prioritizing Uses Of COVID-19 Vaccines In The Context Of Limited Supply“. In diesem werden verschiedene Priorisierungsstrategien basierend auf den aktuellsten epidemiologischen Erkenntnissen vorgestellt. Unterschiedliche Priorisierungsstrategien gehen von unterschiedlichen epidemischen Verbreitungsszenarien und unterschiedlichen Impfstoffkapazitäten aus. Die Verbreitungsszenarien nach Ansicht der WHO:
- Verbreitungsszenario in Form einer anhaltenden Übertragung in der Allgemeinbevölkerung (Community Transmission setting:) Die Krankheit breitet sich gleichmäßig in der Bevölkerung aus. In diesem Fall liegt der Fokus auf der Reduzierung der Sterblichkeit durch Impfung von Risikogruppen und das Aufrechterhalten von kritischer Infrastruktur.
- Verbreitungsszenario in Form des Auftretens von sporadischen Fällen oder Fallclustern (Sporadic Cases or Clusters of Cases setting:) Die Krankheit breitet sich ungleichmäßig durch Infektionscluster aus. Die Impfmaßnahmen sollten sich vor allem auf Gebiete mit hoher Inzidenz konzentrieren mit ansonsten ähnlicher Priorisierung wie in dem Community Transmission setting. Außerdem sollten Kapazitäten für sich spontan entwickelnde Infektionsherde zurückgehalten werden.
- Verbreitungszenario in Form einer weitgehenden Abwesenheit von Fällen (No Cases setting:) Die Krankheit breitet sich kaum mehr in der Bevölkerung aus. In diesem Szenario stehen die Arbeiter für kritische Infrastruktur im Vordergrund und in zweiter Linie die Risikogruppen.

## Rahmenbedingungen
Auf Grund einer komplexen Logistik für die Auslieferung der Impfdosen, die beispielsweise beim Impfstoff BNT162b2 in Ultratiefkühlschränken bei −70 °C transportiert und gelagert werden müssen, waren spezialisierte und entsprechend ausgestattete Impfzentren notwendig.
Laut Moderna zeigten Stabilitätsdaten, dass der Impfstoff mRNA-1273 30 Tage lang bei Kühlschranktemperaturen stabil sei, viel länger als die zuvor geschätzten sieben Tage. Für eine längerfristige Lagerung kann es in Gefrierschränken aufbewahrt werden, benötigt damit nicht die für den BioNTech/Pfizer-Impfstoff erforderlichen speziellen Einrichtungen, wie Ultratiefkühlschränke. Die beiden Dosen des Impfstoffs von Moderna werden im Abstand von vier Wochen verabreicht.

### Zeitplan für priorisierte Personengruppen
Die mRNA COVID-19-Impfstoffserie besteht aus zwei intramuskulär verabreichten Dosen:
- Pfizer-BioNTech (30 µg, je 0,3 ml): Abstand 3 Wochen (21 Tage) – bis zu vier Wochen
- Moderna (100 µg, 0,5 ml): Abstand 1 Monat (28 Tage) – bis zu sechs Wochen
- COVID-19 Vaccine AstraZeneca: Abstand von 9 bis 12 Wochen.

In der Planung sollten – gemäß einer Empfehlung des Advisory Committee on Immunization Practices (ACIP) des CDC – geimpfte Personen die zweite Dosis nicht früher als empfohlen erhalten (d. h. nach 3 Wochen bei Pfizer-BioNTech oder nach einem Monat bei Moderna). Für die zweite Dosis gilt ein Zeitrahmen von 4 Tagen. Versehentlich vor dieser Frist verabreichte Dosen sollten nicht wiederholt werden. Die zweite Dosis sollte so nahe wie möglich am empfohlenen Intervall verabreicht werden. Wenn es jedoch nicht möglich ist, das empfohlene Intervall einzuhalten, kann die zweite Dosis von Pfizer-BioNTech- und Moderna COVID-19-Impfstoffen bis zu 6 Wochen (42 Tage) nach der ersten Dosis verabreicht werden. Derzeit liegen nur begrenzte Daten zur Wirksamkeit von mRNA-COVID-19-Impfstoffen vor, die über dieses Zeitfenster hinaus verabreicht werden. Wenn die zweite Dosis außerhalb dieser Intervalle verabreicht wird, muss die Impfserie jedoch nicht neu begonnen werden.

### Zur Verfügung stehende Impfdosen in der EU
Der mRNA-Impfstoff BNT162b2 (Tozinameran oder Comirnaty®) der Unternehmen BioNTech und Pfizer erhielt am 21. Dezember 2020 in der EU eine bedingte Marktzulassung für die Anwendung bei Personen ab 16 Jahren. Am 16. November 2020 gab Moderna bekannt, dass ihr Impfstoff mRNA-1273 eine Wirksamkeit von mehr als 94 Prozent habe. Die Europäische Arzneimittel-Agentur EMA beginnt dafür ebenfalls ein (beschleunigendes) „Rolling-Review-Verfahren“.
Die Europäische Kommission stellte im Juni 2020 die EU-Impfstoffstrategie vor, welche die Qualität, Sicherheit und Wirksamkeit von Impfstoffen sowie einen schnellen und gleichberechtigten Zugang zu Impfstoffen gewährleisten soll. Sie genehmigte hierfür in den Folgemonaten Verträge mit mehreren Herstellern. Sie hat (Stand: 15. Dezember 2020) Verträge über zwei Milliarden Impfdosen abgeschlossen. Der Bezug verteilt sich auf AstraZeneca (400 Millionen Dosen), Sanofi-GlaxoSmithKline (300 Millionen Dosen), Janssen Pharmaceutica (Johnson & Johnson) (Dosen für 400 Millionen Menschen), die BioNTech-Pfizer-Allianz (300 Millionen Dosen), CureVac (405 Millionen Dosen) und Moderna (160 Millionen Dosen). Die Dosen werden nach der Bevölkerungszahl der Mitgliedstaaten (446 Millionen) zugeteilt. Nachdem der Bevölkerungsanteil Deutschlands an der EU 18,6 % beträgt (83,02 Millionen), erhielte davon Deutschland theoretisch 372 Millionen Impfdosen, die für 186 Millionen Impflinge ausreichen würden. Dem müssen die Zulassungen der Impfstoffe vorausgehen. Die Mitgliedstaaten haben auch die Möglichkeit, Impfstoffe an Länder mit niedrigen und mittleren Einkommen zu spenden.
Allein von BioNTech/Pfizer erhalten alle EU-Mitgliedsstaaten laut Vertrag 200 Millionen Impfdosen. 18,6 % stehen davon Deutschland zur Verfügung, das sind 37,2 Millionen Impfdosen. Nachdem eine Impfung zwei Mal pro Person durchgeführt werden muss, können damit vorerst 18,6 Millionen Personen (etwa 22 % der Bevölkerung) geimpft werden. Zusätzlich erhielt die EU eine Option für die Zukunft über weitere 100 Millionen Impfdosen, womit in Deutschland weitere 9,5 Millionen Menschen (etwa 11 % der Bevölkerung) geimpft werden könnten.
Nachdem im Dezember 2020 COVID-19-Impfungen in Europa begannen, regte sich Unmut über die Impfstrategie. Die Menge an Impfstoffen, die die EU-Kommission bei Herstellern bestellt hatte, wurde als zu gering kritisiert, und die Impfungen liefen zu langsam an. Deutschland bestellte laut Medienangaben zusätzlich zur ersten gemeinsamen Bestellung durch die Europäische Kommission 30 Millionen Extradosen bei Biontech. Neben dieser zusätzlichen Bestellung habe Deutschland, so die Kritik, einen höheren Anteil Impfdosen für sich reserviert, als es dem gemäß dem Bevölkerungsanteil vorgesehenen Kontingent von 18,6 % entspräche. EU-Kommissionspräsidentin Ursula von der Leyen sprach daraufhin von einer rechtlich bindenden Vereinbarung zwischen den EU-Staaten, nur gemeinsam Impfstoffe zu bestellen. Die Verträge sollten zunächst nicht offengelegt werden, später jedoch veröffentlichte die Kommission den Vertrag mit Curevac im Internet. Medien betonten, dass „der deutsche Impfstoffhersteller eine Haftung übernommen hat, die das US-Unternehmen Pfizer nicht übernehmen wollte“.
Im Januar 2021 erklärten Pfizer/BioNTech und AstraZeneca, die zugesagte Liefermenge nicht einhalten zu können.
Die Europäische Arzneimittel-Agentur (EMA) gab am 29. Januar 2021 bekannt, dass sie die Erteilung einer bedingten Genehmigung für das Inverkehrbringen des COVID-19-Impfstoffs AstraZeneca empfohlen hat.

## Deutschland
Zur Vorbereitung der COVID-19-Impfmaßnahmen in Deutschland hatten die Ständige Impfkommission (STIKO) beim Robert Koch-Institut, der Deutsche Ethikrat und die Nationale Akademie der Wissenschaften Leopoldina ein Positionspapier zur Priorisierung erstellt. Darauf aufbauend wurde eine Impfstrategie entwickelt.

### Impfkapazitäten
An 60 Standorten bundesweit wurden spezialisierte und für die Ultratiefkühlung ausgestattete Impfzentren eingerichtet. Die Gesamtprozess-Dauer je zu impfender Person betrug basierend auf Erfahrungswerten aus den Grippeschutzimpfungen etwa 15 Minuten, einschließlich Datenerfassung und medizinischer Aufklärung. In jedem Impfzentrum waren dafür etwa 100 Mediziner in Vollzeit notwendig, insgesamt demnach 6000 Ärzte. Die Impfung selbst kann durch entsprechend qualifiziertes Personal in gleicher Größenordnung erfolgen. Für Flüchtlingsheime und Menschen mit Migrationshintergrund sind Dolmetscher in mehreren Sprachen notwendig. Über mobile Impfteams wurden außerdem nichtmobile und vulnerable Personen aufgesucht und geimpft, beispielsweise in Alten- und Pflegeheimen.
Eine Umfrage vom November 2020 ergab, dass die Impfbereitschaft in Deutschland zu diesem Zeitpunkt bei mehr als 62 Prozent lag. Knapp 30 Prozent lehnten eine Impfung gegen COVID-19 ab. Ungefähr zehn Prozent hatten sich noch nicht entschieden. Die Bereitschaft zur Impfung gegen COVID-19 war (Stand 17. November 2020) bei Personen, die älter sind, männlich sind und in einer Großstadt wohnen, höher.

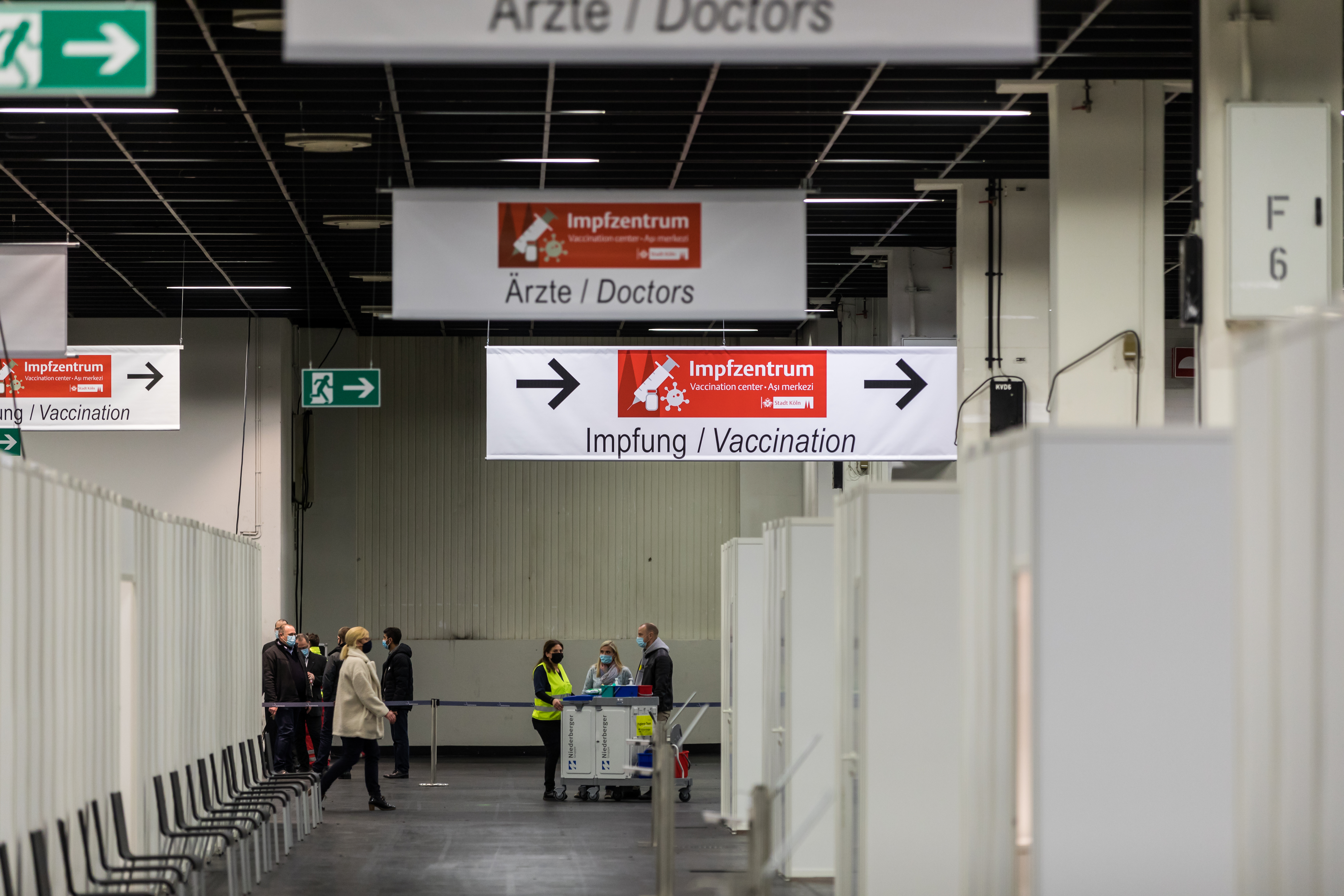
COVID-19-Impfzentrum in der Halle 4 der Messe Köln

### Vorgehen
Die Gesundheitsminister von Bund und Ländern beschlossen ein gemeinsames Vorgehen bei Impfungen gegen das Coronavirus. Die Impfstoffe wurden durch die Bundeswehr oder durch die Hersteller angeliefert.
Die drei Phasen für die Impfung waren:
- Phase Ia: Gezielte, zentralisierte Verimpfung in Zentren und durch Impfteams; wenig Impfstoff verfügbar, teilweise komplexe Lagerung
- Phase Ib: Erweiterte, zentralisierte Verimpfung in Zentren und durch Impfteams; mehr Impfstoff verfügbar, teilweise komplexe Lagerung
- Phase II: Breite, dezentrale Routine-Verimpfung durch niedergelassene Ärzte und Betriebsärzte; Impfstoffe „großflächig“ und als Einzeldosen verfügbar bei geringen Lagerherausforderungen

### Impfstoffverteilung
Stand 16. Februar 2021 wurden in Deutschland 2.896.064 Erstimpfungen (3,5 %) verabreicht und wie folgt verteilt:
- Indikation nach Alter (> 80 Jahre): 33 %
- Berufliche Indikation: 40 %
- Medizinische Indikation: 3,1 %
- Pflegeheimbewohner: 23,1 %

BioNTech entwickelte zusammen mit dem Land Bayern eine Software (BayIMCO) zur besseren Steuerung der Impfstoffverteilung. Die Software kann auch andere Impfstoffe als den BioNTech/Pfizer-Impfstoff erfassen. Das Programm steuert auch, wie viele Dosen in welches Impfzentrum geliefert werden, wann und wo Nachlieferungen erforderlich sind und wie trotz knapper Dosen möglichst viele Menschen geimpft werden können.
BayIMCO errechnet für jeden Impfwilligen einen Punktewert. Einige Faktoren (Beruf, Vorerkrankungen etc.) werden berücksichtigt; das tatsächliche Alter wird in ein virtuelles Alter umgerechnet. Der Algorithmus wird laut bayerischem Gesundheitsministerium nicht veröffentlicht, um Missbrauch vorzubeugen.

### Ethische und rechtliche Fragen
Priorisierungsentscheidungen berühren ethisch wie rechtlich elementare Fragen, insbesondere des Gesundheits- und Lebensschutzes jedes Einzelnen sowie der Gerechtigkeit und der Solidarität zwischen allen betroffenen Mitgliedern einer Gesellschaft. Die STIKO wird eine auf wissenschaftlichen Daten basierende, gegebenenfalls weiter zu entwickelnde Matrix vorlegen, in der verschiedene Personengruppen genauer hierarchisiert werden. Durch evidenzbasierte Begründungen wird transparent gemacht, warum welche Personengruppe welchem Prioritätsgrad zunächst zugeordnet wird. Weitere Anpassungen können im Verlauf der Epidemie nötig werden, wenn sich neue wissenschaftliche Erkenntnisse ergeben oder neue Impfstoffe verfügbar sein werden. Der Gesetzgeber hat gesetzliche Grundlagen für die Priorisierung geschaffen.
Der Vorsitzende der STIKO, Thomas Mertens, rechnete damit, dass es angesichts eines zunächst knappen Impfstoffs Konflikte geben werde: Es werde nicht nur „zu Diskussionen um die gerechte Zuteilung“ kommen. „Es kann auch sein, dass Einzelne, die nicht gleich zum Zuge kommen, dagegen klagen werden.“ Eine an Krebs erkrankte über 60-Jährige hat beim Verwaltungsgericht Hamburg einen Eilantrag gestellt, als Härtefall vor einer Krebsoperation eine erste COVID-Impfung zu erhalten, nachdem das Hamburger Gesundheitsamt dies abgelehnt hatte. Das Amt hat nach Hinweisen des Verwaltungsgerichts noch während des Verfahrens nachgegeben und seine Haltung revidiert; die Frau wurde schnell geimpft.

Eine zentrale Speicherung personenbezogener Daten berührt Probleme des Datenschutzes und des Rechts auf informationelle Selbstbestimmung. Es ist nach der Rechtsprechung des Bundesverfassungsgerichts ein Datenschutz-Grundrecht. Einschränkungen des Grundrechts bedürften einer gesetzlichen Grundlage, müssen im überwiegenden Allgemeininteresse sein und dem Gebot der Normenklarheit entsprechen. Dabei sind Vorkehrungen zu treffen, um Datenmissbrauch zu verhindern (siehe auch Bundesdatenschutzgesetz, Datenschutz-Grundverordnung).

### Zu priorisierende Personengruppen
Für Deutschland definiert das Positionspapier vom 9. November 2020 vier primäre Impfziele und leitet daraus zu priorisierende Personengruppen ab.
- Das erste Ziel ist die Verhinderung schwerer COVID-19-Verläufe (Hospitalisation) und Todesfälle. Aus diesem Ziel ergibt sich eine hohe Priorität für Personen beziehungsweise Personengruppen, die aufgrund ihres Alters oder vorbelasteten Gesundheitszustandes ein signifikant erhöhtes Risiko für einen schweren oder tödlichen Krankheitsverlauf haben, insbesondere bei erhöhter Kontaktdichte, etwa in Pflegeheimen und anderen Einrichtungen der Langzeitpflege.

Laut Positionspapier ist evident, dass ein hohes Lebensalter den bei weitem stärksten und zudem am einfachsten feststellbaren generischen Risikofaktor darstellt. Aber auch unabhängig vom Alter können einige Vorerkrankungen das Risiko für einen schweren COVID-19-Verlauf deutlich erhöhen. Laut Robert Koch-Institut erhöhen folgende Faktoren nach bisherigen Erkenntnissen das Risiko für einen schweren Krankheitsverlauf:
- Das Risiko einer schweren Erkrankung steigt ab 50 bis 60 Jahren stetig mit dem Alter an.
- Auch verschiedene Grunderkrankungen wie beispielsweise Herzkreislauferkrankungen, Diabetes, Erkrankungen des Atmungssystems, der Leber, der Niere, Krebserkrankungen oder Faktoren wie Adipositas und Rauchen scheinen das Risiko für einen schweren Krankheitsverlauf zu erhöhen.
- Bei älteren Menschen mit vorbestehenden Grunderkrankungen ist das Risiko für einen schweren Krankheitsverlauf höher, als wenn nur ein Faktor (Alter oder Grunderkrankung) vorliegt.

- Das zweite Ziel ist der Schutz von Personen mit besonders hohem arbeitsbedingten SARS-CoV-2-Expositionsrisiko.
- Das dritte Ziel ist die Verhinderung von Transmission sowie Schutz in Umgebungen mit hohem Anteil vulnerabler Personen und in solchen mit hohem Ausbruchspotenzial. Aus diesen Zielen ergibt sich eine hohe Priorität für Mitarbeiter von stationären oder ambulanten Einrichtungen der Gesundheitsversorgung und der Altenpflege, die aufgrund berufsspezifischer Kontakte ein signifikant erhöhtes Risiko für eine Infektion und gegebenenfalls zusätzlich für einen schweren oder tödlichen Krankheitsverlauf haben und die als Multiplikatoren das Virus in die Einrichtungen hinein- und in andere Bereiche der Gesellschaft hinaustragen können.
- Das vierte Ziel ist die Aufrechterhaltung staatlicher Funktionen und des öffentlichen Lebens. Daraus ergibt sich eine hohe Priorität für Personen beziehungsweise Personengruppen, die in basalen Bereichen der Daseinsvorsorge und für die Aufrechterhaltung zentraler staatlicher Funktionen eine Schlüsselstellung besitzen, wie Mitarbeiter
  - der Gesundheitsämter
  - der Polizei- und Sicherheitsbehörden
  - der Feuerwehr
  - Lehrer und Erzieher, insbesondere, wenn sie direkten, risikoerhöhenden Kontakt mit Patienten, Angehörigen von Risikogruppen oder potenziell Infizierten haben.

Während die Zuordnung von Personen zu den priorisierten Gruppen bundeseinheitlich geregelt ist, obliegt die Staffelung innerhalb der Gruppen wiederum den Bundesländern. Während manche Bundesländer beispielsweise Bewohner von Altenpflegeeinrichtungen und Krankenhauspersonal parallel impfen lassen, stellen andere das Krankenhauspersonal auch dann zurück, wenn dadurch vorhandener Impfstoff zunächst nicht verimpft werden kann. In Bayern werden die Impfstoffe durch das Bayerische Landesamt für Gesundheit und Lebensmittelsicherheit (LGL) entsprechend dem Bevölkerungsproporz der bayerischen Regierungsbezirke verteilt. „Die weitere Feinverteilung auf die einzelnen Bedarfsträger innerhalb der Regierungsbezirke obliegt den Koordinatoren an den Regierungen, wobei diese neben dem Bevölkerungsproporz innerhalb ihres Regierungsbezirks auch Sonderbedarfe, wie die der Krankenhäuser, nach eigenem Ermessen und Priorität und Prüfung der Bedarfsanforderungen berücksichtigen“, heißt es seitens des LGL.

#### Notärzte und Rettungsdienst
Die Bundesvereinigung der Arbeitsgemeinschaften der Notärzte Deutschlands (BAND) verweist auf die Notwendigkeit, Notärzte und Rettungsdienstfachpersonal bei der Versorgung mit einem zukünftigen COVID-19-Impfstoff neben anderen Beschäftigten im Gesundheitswesen, wie die Mitarbeiter, die in den Krankenhäusern und Arztpraxen die Akutversorgung von COVID-19-Patienten im persönlichen Kontakt bewältigen, bevorzugt zu berücksichtigen. Notärzte und Rettungsdienstfachpersonal können ihren Abstand zu erkrankten Personen nicht selbst bestimmen und sind daher, besonders in unklaren Lagen, einem erhöhten Infektionsrisiko ausgesetzt. Zugleich ist ihre Arbeit für die gesundheitliche Versorgung der Bevölkerung unverzichtbar und ein Ausfall ihrer Arbeitskraft nicht zu ersetzen. Letztlich muss die zugehörige Impfstrategie und Impflogistik bis auf jede einzelne Gemeinde heruntergebrochen werden, damit die Impfstrategie effektiv umgesetzt werden kann.

### STIKO-Empfehlung
Am 17. Dezember 2020 hat die STIKO ihre Empfehlung zur COVID-19-Impfung veröffentlicht. Die Empfehlung enthält detailliertere Empfehlungen zur Priorität der verschiedenen Gruppen: Am 8. Januar 2021 legte das RKI eine erste Aktualisierung vor. Diese hebt u. a. die Möglichkeit zu Einzelfallentscheidungen hervor, beispielsweise bei seltenen Krankheiten. Die Impfung wird in der Schwangerschaft im Allgemeinen nicht empfohlen. Am 29. Januar 2021 erfolgte eine weitere Aktualisierung und Präzisierung der STIKO-Empfehlungen.
| Priorität | Personengruppen | Anzahl    |
| --------- | --- | --------- |
| 1         | 1. Bewohner und Personal von Alten- und Pflegeheimen mit Patientenkontakt, 2. Personen, die das 80. Lebensjahr vollendet haben, 3. Personal in der ambulanten und stationären Altenpflege mit Patientenkontakt, 4. Personal mit besonders hohem Expositionsrisiko in medizinischen Einrichtungen: - Notaufnahmen, - medizinische Betreuung von COVID-19-Patienten - Rettungsdienst, - Beschäftigte aus Bereichen, in denen aerosolgenerierende Tätigkeiten (z. B. Intubation, Bronchoskopie, Laryngoskopie) an COVID-19-Patienten durchgeführt werden, 5. Personal in medizinischen Einrichtungen mit engem Kontakt zu vulnerablen Gruppen: - Einrichtungen, die schwer immunsupprimierte Patienten betreuen, - Onkologie, - Palliativversorgung, - Transplantationsmedizin, - mobile Impfteams.                                                                                | >8,6 Mio. |
| 2         | 1. Personen, die das 75. Lebensjahr vollendet haben, 2. Personal mit hohem Expositionsrisiko in medizinischen Einrichtungen: - Infektionsstationen, - hausärztliche und pädiatrische Praxen, - KV-Notdienste, - Transport von Notfallpatienten, - HNO-, Augen-, Zahnärzte, - Personal in Testzentren und - medizinisches Personal des öffentlichen Gesundheitsdienstes mit Patientenkontakt 3. Personen mit Trisomie 21, 4. Tätige in der ambulanten oder stationären Versorgung von Personen mit Demenz oder geistiger Behinderung. 5. Personen in Institutionen mit Demenz oder geistiger Behinderung. | >7 Mio.   |
| 3         | 1. Personen, die das 70. Lebensjahr vollendet haben, 2. Personen nach Organtransplantation, 3. Personen mit Vorerkrankungen mit hohem Risiko und deren enge Kontaktpersonen, 4. Bewohner und Tätige in Gemeinschaftsunterkünften (Obdachlosenunterkünfte und Asylbewerberheime), 5. enge Kontaktpersonen von schwangeren Personen, 6. Personal mit moderatem Expositionsrisiko in medizinischen Einrichtungen: - anderes medizinisches Personal in der ambulanten und stationären Versorgung mit Patientenkontakt, - Personal der Blut- und Plasmaspendedienste, - Reinigungspersonal in Kliniken und Praxen und - Personal der stationären Impfzentren, 7. Personen, die im öffentlichen Gesundheitsdienst oder in besonders relevanter Position zur Aufrechterhaltung der Krankenhausinfrastruktur tätig sind (z. B. Tätige in der IT oder Krankenhaus- bzw. Medizintechnik). | >5,7 Mio. |
| 4         | 1. Personen, die das 65. Lebensjahr vollendet haben, 2. Personen mit Vorerkrankungen mit moderat erhöhtem Risiko und deren engste Kontaktpersonen, 3. Personal mit niedrigem Expositionsrisiko in medizinischen Einrichtungen, 4. Lehrer und Erzieher 5. Personen mit prekären Arbeits- und/oder Lebensbedingungen (z. B. Inhaftierte, Saisonarbeiter, Beschäftigte in der Fleisch verarbeitenden Industrie und in Verteilzentren von Paketdiensten) | >6,9 Mio. |
| 5         | 1. Personen, die das 60. Lebensjahr vollendet haben, 2. Personal in Schlüsselpositionen der Landes- und Bundesregierungen, 3. Beschäftigte im Einzelhandel, 4. Beschäftigte zur Aufrechterhaltung der öffentlichen Sicherheit mit erhöhtem Expositionsrisiko, 5. Berufsgruppen der kritischen Infrastruktur. | >8,4 Mio. |
| 6         | Alle übrigen Personen. | 45 Mio.   |

### Coronavirus-Impfverordnung (CoronaImpfV)
Die Impfempfehlungen fanden Eingang in die erste Impfverordnung des Bundesministeriums für Gesundheit (BMG), die am 18. Dezember 2020 rückwirkend zum 15. Dezember 2020 erlassen wurde. Die Verordnung ist für die Bundesländer nicht bindend.
Auf eine Änderung der Impfverordnung, um Kita-Personal, Grundschullehrerinnen und -lehrer früher als bisher vorgesehen (in der Kategorie 2 mit hoher Priorität) zu impfen, haben sich Bund und Länder am 22. Februar einstimmig geeinigt. Die entsprechende Änderung der Impfverordnung trat am 24. Februar 2021 in Kraft. In Baden-Württemberg waren laut Gesundheitsminister Manne Lucha bereits zuvor Lehrkräfte, Erzieherinnen und Erzieher unabhängig von der Schulform impfberechtigt.
| Priorität | Personengruppen |
| --------- | --- |
| höchste   | 1. Personen, die das 80. Lebensjahr vollendet haben, 2. Personen, die in stationären Einrichtungen zur Behandlung, Betreuung oder Pflege älterer oder pflegebedürftiger Menschen behandelt, betreut oder gepflegt werden oder tätig sind, 3. Personen, die im Rahmen ambulanter Pflegedienste regelmäßig ältere oder pflegebedürftige Menschen behandeln, betreuen oder pflegen, 4. Personen, die in Bereichen medizinischer Einrichtungen mit einem sehr hohen Expositionsrisiko in Bezug auf das Coronavirus SARS-CoV-2 tätig sind, insbesondere auf Intensivstationen, in Notaufnahmen, in Rettungsdiensten, als Leistungserbringer der spezialisierten ambulanten Palliativversorgung, in den Impfzentren sowie in Bereichen, in denen für eine Infektion mit dem Coronavirus SARS-CoV-2 relevante aerosolgenerierende Tätigkeiten durchgeführt werden, 5. Personen, die in medizinischen Einrichtungen regelmäßig Personen behandeln, betreuen oder pflegen, bei denen ein sehr hohes Risiko für einen schweren oder tödlichen Krankheitsverlauf nach einer Infektion mit dem Coronavirus SARS-CoV-2 besteht, insbesondere in der Onkologie oder Transplantationsmedizin. |
| hohe      | 1. Personen, die das 70. Lebensjahr vollendet haben, 2. Personen, bei denen ein sehr hohes oder hohes Risiko für einen schweren oder tödlichen Krankheitsverlauf nach einer Infektion mit dem Coronavirus SARS-CoV-2 besteht: 1. Personen mit Trisomie 21, 2. Personen mit einer Demenz oder mit einer geistigen Behinderung, 3. Personen nach Organtransplantation, 3. eine enge Kontaktperson 1. von pflegebedürftigen Personen, die von dieser Person oder von ihrem gesetzlichen Vertreter bestimmt werden, 2. von schwangeren Personen, die von dieser Person oder von ihrem gesetzlichen Vertreter bestimmt wird, 4. Personen, die in stationären Einrichtungen zur Behandlung, Betreuung oder Pflege geistig behinderter Menschen tätig sind oder im Rahmen ambulanter Pflegedienste regelmäßig geistig behinderte Menschen behandeln, betreuen oder pflegen, 5. Personen, die in Bereichen medizinischer Einrichtungen mit einem hohen oder erhöhten Expositionsrisiko in Bezug auf das Coronavirus SARS-CoV-2 tätig sind, insbesondere Ärzte und sonstiges Personal mit regelmäßigem unmittelbaren Patientenkontakt, Personal der Blut- und Plasmaspendedienste und in SARS-CoV-2-Testzentren, 6. Polizei- und Ordnungskräfte, die in Ausübung ihrer Tätigkeit zur Sicherstellung öffentlicher Ordnung, insbesondere bei Demonstrationen, einem hohen Infektionsrisiko ausgesetzt sind, 7. Personen, die im öffentlichen Gesundheitsdienst oder in besonders relevanter Position zur Aufrechterhaltung der Krankenhausinfrastruktur tätig sind, 8. Personen, die in Einrichtungen nach § 36 Absatz 1 Nummer 3 oder 4 des Infektionsschutzgesetzes (Obdachlosenunterkünfte und Asylbewerberheime) untergebracht oder tätig sind. |
| erhöhte   | 1. Personen, die das 60. Lebensjahr vollendet haben, 2. Personen, bei denen ein erhöhtes Risiko für einen schweren oder tödlichen Krankheitsverlauf nach einer Infektion mit dem Coronavirus SARS-CoV-2 besteht: 1. Personen mit Adipositas (Personen mit Body-Mass-Index über 30 kg/m²), 2. Personen mit chronischer Nierenerkrankung, 3. Personen mit chronischer Lebererkrankung, 4. Personen mit Immundefizienz oder HIV-Infektion, 5. Personen mit Diabetes mellitus, 6. Personen mit einer Herzinsuffizienz, Arrhythmie, einem Vorhofflimmern, einer koronaren Herzkrankheit oder arterieller Hypertension, 7. Personen mit zerebrovaskulären Erkrankungen oder Apoplex, 8. Personen mit Krebserkrankungen, 3. Personen mit COPD oder Asthma bronchiale, 4. Personen mit Autoimmunerkrankungen oder rheumatischen Erkrankungen, 5. Personen, die in besonders relevanter Position in staatlichen Einrichtungen tätig sind, insbesondere in den Verfassungsorganen, in den Regierungen und Verwaltungen, bei den Streitkräften, bei der Polizei, beim Zoll, bei der Feuerwehr, beim Katastrophenschutz einschließlich Technisches Hilfswerk und in der Justiz, 6. Personen, die in besonders relevanter Position in weiteren Einrichtungen und Unternehmen der kritischen Infrastruktur tätig sind, insbesondere im Apothekenwesen, in der Pharmawirtschaft, in der Ernährungswirtschaft, in der Wasser- und Energieversorgung, in der Abwasserentsorgung und Abfallwirtschaft, im Transport- und Verkehrswesen sowie in der Informationstechnik und im Telekommunikationswesen, 7. Personen, die in Bereichen medizinischer Einrichtungen mit niedrigem Expositionsrisiko in Bezug auf das Coronavirus SARS-CoV-2 tätig sind, insbesondere in Laboren, und Personal, welches keine Patienten mit Verdacht auf Infektionskrankheiten betreut, 8. Personen, die im Lebensmitteleinzelhandel tätig sind, 9. Personen, die als Erzieher oder Lehrer tätig sind, 10. Personen, mit prekären Arbeits- oder Lebensbedingungen. |

Am 8. Februar 2021 wurde eine Neufassung der Verordnung vorgelegt. In die aktualisierte Verordnung flossen erste Erfahrungen sowie die am 8. und 29. Januar 2021 aktualisierten Empfehlungen der Ständigen Impfkommission ein. Aufgenommen wurden insbesondere Öffnungsklauseln zur Ermöglichung von Einzelfallentscheidungen, Anpassungen der einzelnen Krankheitsbilder zu den Prioritätsgruppen (hohe und erhöhte Priorität) aufgrund neuer wissenschaftlicher Daten, Regelungen zu dem inzwischen zugelassenen AstraZeneca-Impfstoff sowie eine ausdrückliche Regelungen des Abstandes zwischen Erst- und Zweitimpfung.
Wie über Härtefälle entschieden wird, entscheiden die Länder.
Das Bundesgesundheitsministerium rechnete Anfang Februar 2021 damit, bis gegen Ende des ersten Quartals 2021 allen Berechtigten der höchsten Priorisierungsgruppe ein Impfangebot machen zu können. Anschließend folgt die nächste Gruppe. Im Februar 2021 begannen erste Bundesländer damit, 18- bis 64-Jährigen aus der Priorisierungsgruppe 2 Impfungen anzubieten.
Am 8. Februar 2021 wurde eine Neufassung der Verordnung vorgelegt. In die aktualisierte Verordnung flossen erste Erfahrungen sowie die am 8. und 29. Januar 2021 aktualisierten Empfehlungen der Ständigen Impfkommission ein. Aufgenommen wurden insbesondere Öffnungsklauseln zur Ermöglichung von Einzelfallentscheidungen, Anpassungen der einzelnen Krankheitsbilder zu den Prioritätsgruppen (hohe und erhöhte Priorität) aufgrund neuer wissenschaftlicher Daten, Regelungen zu dem inzwischen zugelassenen AstraZeneca-Impfstoff sowie eine ausdrückliche Regelungen des Abstandes zwischen Erst- und Zweitimpfung.
| Priorität | Personengruppen |
| --------- | --- |
| höchste   | 1. Personen, die das 80. Lebensjahr vollendet haben, 2. Personen, die in stationären und teilstationären Einrichtungen zur Behandlung, Betreuung oder Pflege älterer oder pflegebedürftiger Menschen behandelt, betreut oder gepflegt werden oder tätig sind, 3. Personen, die im Rahmen ambulanter Pflegedienste regelmäßig ältere oder pflegebedürftige Menschen behandeln, betreuen oder pflegen, sowie Personen, die im Rahmen der ambulanten Pflege Begutachtungs- oder Prüftätigkeiten ausüben, 4. Personen, die in Bereichen medizinischer Einrichtungen mit einem sehr hohen Expositionsrisiko in Bezug auf das Coronavirus SARS-CoV-2 tätig sind, insbesondere auf Intensivstationen, in Notaufnahmen, in Rettungsdiensten, als Leistungserbringer der spezialisierten ambulanten Palliativversorgung, in den Impfzentren sowie in Bereichen, in denen für eine Infektion mit dem Coronavirus SARS-CoV-2 relevante aerosolgenerierende Tätigkeiten durchgeführt werden, 5. Personen, die in medizinischen Einrichtungen regelmäßig Personen behandeln, betreuen oder pflegen, bei denen ein sehr hohes Risiko für einen schweren oder tödlichen Krankheitsverlauf nach einer Infektion mit dem Coronavirus SARS-CoV-2 besteht, insbesondere in der Onkologie oder Transplantationsmedizin. |
| hohe      | 1. Personen, die das 70. Lebensjahr vollendet haben, 2. Personen, bei denen ein sehr hohes oder hohes Risiko für einen schweren oder tödlichen Krankheitsverlauf nach einer Infektion mit dem Coronavirus SARS-CoV-2 besteht: 1. Personen mit Trisomie 21, 2. Personen mit einer Demenz oder mit einer geistigen Behinderung, 3. Personen nach Organtransplantation, 4. Personen mit einer Demenz oder mit einer geistigen Behinderung oder mit schwerer psychiatrischer Erkrankung, insbesondere bipolare Störung, Schizophrenie oder schwere Depression, 5. Personen mit malignen hämatologischen Erkrankungen oder behandlungsbedürftigen soliden Tumorerkrankungen, die nicht in Remission sind oder deren Remissionsdauer weniger als fünf Jahre beträgt, 6. Personen mit interstitieller Lungenerkrankung, COPD, Mukoviszidose oder einer anderen, ähnlich schweren chronischen Lungenerkrankung, 7. Personen mit Diabetes mellitus (mit HbA1c ≥ 58 mmol/mol oder ≥ 7,5 %), 8. Personen mit Leberzirrhose oder einer anderen chronischen Lebererkrankung, 9. Personen mit chronischer Nierenerkrankung, 10. Personen mit Adipositas (Personen mit Body-Mass-Index über 40 kg/m²), 11. Personen, bei denen nach individueller ärztlicher Beurteilung aufgrund besonderer Umstände im Einzelfall ein sehr hohes oder hohes Risiko für einen schweren oder tödlichen Krankheitsverlauf nach einer Infektion mit dem Coronavirus SARS-CoV-2 besteht, 3. bis zu zwei enge Kontaktpersonen 1. von nicht in einer Einrichtung befindlichen pflegebedürftigen Person nach den Nummern 1 und 2, die von dieser Person oder von ihrem gesetzlichen Vertreter bestimmt wird, 2. von schwangeren Personen, die von dieser Person oder von ihrem gesetzlichen Vertreter bestimmt wird, 4. Personen, die in stationären Einrichtungen zur Behandlung, Betreuung oder Pflege geistig behinderter Menschen tätig sind oder im Rahmen ambulanter Pflegedienste regelmäßig geistig behinderte Menschen behandeln, betreuen oder pflegen, 5. Personen, die in Bereichen medizinischer Einrichtungen mit einem hohen oder erhöhten Expositionsrisiko in Bezug auf das Coronavirus SARS-CoV-2 tätig sind, insbesondere Ärzte und sonstiges Personal mit regelmäßigem unmittelbaren Patientenkontakt, Personal der Blut- und Plasmaspendedienste und in SARS-CoV-2-Testzentren, 6. Polizei- und Ordnungskräfte, die in Ausübung ihrer Tätigkeit zur Sicherstellung öffentlicher Ordnung, insbesondere bei Demonstrationen, einem hohen Infektionsrisiko ausgesetzt sind, 7. Personen, die im öffentlichen Gesundheitsdienst oder in besonders relevanter Position zur Aufrechterhaltung der Krankenhausinfrastruktur tätig sind, 8. Personen, die in Einrichtungen nach § 36 Absatz 1 Nummer 3 oder 4 des Infektionsschutzgesetzes (Obdachlosenunterkünfte und Asylbewerberheime) untergebracht oder tätig sind. 9. Personen, die im Rahmen der nach Landesrecht anerkannten Angebote zur Unterstützung im Alltag im Sinne des § 45a des Elften Buches Sozialgesetzbuch regelmäßig bei älteren oder pflegebedürftigen Menschen tätig sind. 10. Personen, die in Kinderbetreuungseinrichtungen, in der Kindertagespflege und in Grundschulen oder Förderschulen tätig sind (seit 24. Februar 2021) |
| erhöhte   | 1. Personen, die das 60. Lebensjahr vollendet haben, 2. Personen, bei denen ein erhöhtes Risiko für einen schweren oder tödlichen Krankheitsverlauf nach einer Infektion mit dem Coronavirus SARS-CoV-2 besteht: 1. Personen mit behandlungsfreien in Remission befindlichen Krebserkrankungen, wenn die Remissionsdauer mehr als fünf Jahre beträgt, 2. Personen mit Immundefizienz oder HIV-Infektion, Autoimmunerkrankungen oder rheumatologische Erkrankungen, 3. Personen mit einer Herzinsuffizienz, Arrhythmie, einem Vorhofflimmern, einer koronaren Herzkrankheit oder arterieller Hypertonie, 4. Personen mit zerebrovaskulären Erkrankungen, Apoplex oder einer anderen chronischen neurologischen Erkrankung, 5. Personen mit Asthma bronchiale, 6. Personen mit chronisch entzündlicher Darmerkrankung, 7. Personen mit Diabetes mellitus (mit HbA1c < 58 mmol/mol oder < 7,5 %), 8. Personen mit Adipositas (Personen mit Body-Mass-Index über 30 kg/m²), 9. Personen, bei denen nach individueller ärztlicher Beurteilung aufgrund besonderer Umstände im Einzelfall ein erhöhtes Risiko für einen schweren oder tödlichen Krankheitsverlauf nach einer Infektion mit dem Coronavirus SARS-CoV-2 besteht, 3. bis zu zwei enge Kontaktpersonen von einer nicht in einer Einrichtung befindlichen pflegebedürftigen Person nach den Nummern 1 und 2, die von dieser Person oder von einer sie vertretenden Person bestimmt werden, 4. Personen, die Mitglieder von Verfassungsorganen sind oder in besonders relevanter Position in den Verfassungsorganen, in den Regierungen und Verwaltungen, bei der Bundeswehr, bei der Polizei, beim Zoll, bei der Feuerwehr, beim Katastrophenschutz einschließlich des Technischen Hilfswerks, in der Justiz und Rechtspflege, in den Auslandsvertretungen der Bundesrepublik Deutschland oder bei Organisationen der Entwicklungszusammenarbeit mit Sitz in der Bundesrepublik Deutschland tätig sind, 5. Personen, die in besonders relevanter Position in weiteren Einrichtungen und Unternehmen der kritischen Infrastruktur tätig sind, insbesondere im Apothekenwesen, in der Pharmawirtschaft, im Bestattungswesen, in der Ernährungswirtschaft, in der Wasser- und Energieversorgung, in der Abwasserentsorgung und Abfallwirtschaft, im Transport- und Verkehrswesen sowie in der Informationstechnik und im Telekommunikationswesen, 6. Personen, die im Lebensmitteleinzelhandel tätig sind, 7. Personen, die in Kinderbetreuungseinrichtungen, in der Kindertagespflege, in Einrichtungen der Kinder- und Jugendhilfe und als Lehrkräfte tätig sind, (bis einschließlich 23. Februar 2021) 8. Personen, die in Einrichtungen der Kinder- und Jugendhilfe und in Schulen, die nicht Grund- oder Förderschulen sind, tätig sind, (seit 24. Februar 2021) 9. Personen, mit prekären Arbeits- oder Lebensbedingungen. |

Am 10. März 2021 wurde eine Neufassung erlassen.
| Priorität | Personengruppen |
| --------- | --- |
| höchste   | 1. Personen, die das 80. Lebensjahr vollendet haben, 2. Personen, die in stationären oder teilstationären Einrichtungen sowie in ambulant betreuten Wohngruppen zur Behandlung, Betreuung oder Pflege älterer oder pflegebedürftiger Menschen behandelt, betreut oder gepflegt werden oder tätig sind, 3. Personen, die regelmäßig Schutzimpfungen gegen das Coronavirus SARS-CoV-2 durchführen oder im Rahmen ambulanter Dienste (darunter fallen auch pflegende Angehörige) regelmäßig ältere oder pflegebedürftige Menschen behandeln, betreuen oder pflegen sowie Personen, die im Rahmen der ambulanten Pflege Begutachtungs- oder Prüftätigkeiten ausüben, 4. Personen, die in Bereichen medizinischer Einrichtungen mit einem sehr hohen Expositionsrisiko in Bezug auf das Coronavirus SARS-CoV-2 tätig sind, insbesondere auf Intensivstationen, in Notaufnahmen, in Rettungsdiensten, als Leistungserbringer der spezialisierten ambulanten Palliativversorgung, sowie in Bereichen, in denen für eine Infektion mit dem Coronavirus SARS-CoV-2 relevante aerosolgenerierende Tätigkeiten durchgeführt werden, 5. Personen, die in medizinischen Einrichtungen regelmäßig Personen behandeln, betreuen oder pflegen, bei denen ein sehr hohes Risiko für einen schweren oder tödlichen Krankheitsverlauf nach einer Infektion mit dem Coronavirus SARS-CoV-2 besteht, insbesondere in der Onkologie oder Transplantationsmedizin oder im Rahmen der Behandlung schwer immunsupprimierter Patienten. |
|           | Personen nach Absatz 1 Nr. 1 können getrennt nach Geburtsjahrgängen, beginnend mit den ältesten Jahrgängen, zeitversetzt zur Schutzimpfung eingeladen werden. |
| hohe      | 1. Personen, die das 70. Lebensjahr vollendet haben, 2. Personen, bei denen ein sehr hohes oder hohes Risiko für einen schweren oder tödlichen Krankheitsverlauf nach einer Infektion mit dem Coronavirus SARS-CoV-2 besteht: 1. Personen mit Trisomie 21 oder einer Contergan-Schädigung 2. Personen nach Organtransplantation, 3. Personen mit einer Demenz oder mit einer geistigen Behinderung oder mit schwerer psychiatrischer Erkrankung, insbesondere bipolare Störung, Schizophrenie oder schwere Depression. 4. Personen mit behandlungsbedürftigen Krebserkrankungen, 5. Personen mit interstitieller Lungenerkrankung, COPD, Mukoviszidose oder einer anderen, ähnlich schweren Lungenerkrankung 6. Personen mit Muskeldystrophien oder vergleichbaren neuromuskulären Erkrankungen, 7. Personen mit Diabetes mellitus mit Komplikationen, 8. Personen mit Leberzirrhose oder einer anderen chronischen Lebererkrankung 9. Personen mit chronischer Nierenerkrankung 10. Personen mit Adipositas (mit Bodymass-Index >40) 11. Personen, bei denen nach individueller Beurteilung auf Grund besonderer Umstände im Einzelfall ein sehr hohes oder hohes Risiko für einen schweren oder tödlichen Krankheitsverlauf nach einer Infektion mit dem Coronavirus SARS-CoV-2 besteht. 3. bis zu zwei enge Kontaktpersonen 1. von einer nicht in einer Einrichtung befindlichen pflegebedürftigen Person nach den Nrn. 1 und 2 und nach § 2 Abs. 1 Nr. 1, die von dieser Person oder von einer sie vertretenden Person bestimmt werden, 2. von einer schwangeren Person, die von dieser Person oder einer sie vertretenden Person bestimmt werden, 4. Personen, die in stationären oder teilstationären Einrichtungen zur Behandlung, Betreuung oder Pflege geistig oder psychisch behinderter Menschen tätig sind oder im Rahmen ambulanter Dienste regelmäßig geistig oder psychisch behinderte Menschen behandeln, betreuen oder pflegen, 5. Personen, die in Bereichen medizinischer Einrichtungen oder im Rahmen der Ausübung eines Heilberufes mit einem hohen oder erhöhten Expositionsrisiko in Bezug auf das Coronavirus SARS-CoV-2 tätig sind, insbesondere Ärzte und sonstiges Personal mit regelmäßigem unmittelbaren Patientenkontakt, Personal der Blut- und Plasmaspendedienste und Personen, die regelmäßig zum Zwecke der Diagnostik des Coronavirus SARS-CoV-2 Körpermaterial entnehmen, 6. Polizei- und Einsatzkräfte, die in Ausübung ihrer Tätigkeit zur Sicherstellung der öffentlichen Ordnung, insbesondere bei Demonstrationen, einem hohen Infektionsrisiko ausgesetzt sind, sowie Soldatinnen und Soldaten, die bei Einsätzen im Ausland einem hohen Infektionsrisiko ausgesetzt sind, 7. Personen, die in Auslandsvertretungen der Bundesrepublik Deutschland oder für das Deutsche Archäologische Institut an Dienstorten mit unzureichender gesundheitlicher Versorgung tätig und infolgedessen einem hohen Infektionsrisiko ausgesetzt sind, 8. Personen, die im Ausland für deutsche politische Stiftungen oder Organisationen und Einrichtungen mit Sitz in der Bundesrepublik Deutschland in den Bereichen Krisenprävention, Stabilisierung, Konfliktnachsorge, Entwicklungszusammenarbeit oder auswärtige Kultur- und Bildungspolitik oder als deutsche Staatsangehörige in internationalen Organisationen an Orten mit unzureichender gesundheitlicher Versorgung tätig und infolgedessen einem hohen Infektionsrisiko ausgesetzt sind, 9. Personen, die in Kinderbetreuungseinrichtungen, in der Kindertagespflege, in Grundschulen, Sonderschulen oder Förderschulen tätig sind, 10. Personen, die im öffentlichen Gesundheitsdienst oder in besonders relevanter Position zur Aufrechterhaltung der Krankenhausinfrastruktur tätig sind, 11. Personen, die in Einrichtungen nach § 36 Absatz 1 Nummer 3 oder 4 des Infektionsschutzgesetzes oder in sonstigen Einrichtungen der Wohnungslosenhilfe oder in Frauenhäusern untergebracht oder tätig sind. 12. Personen, die im Rahmen der nach Landesrecht anerkannten Angebote zur Unterstützung im Alltag im Sinne des § 45a des SGB XI regelmäßig bei älteren oder pflegebedürftigen Menschen tätig sind. |
|           | Für Personen nach Abs. 1 Nr. 1 gilt § 2 Abs. 2 entsprechend |
| erhöhte   | 1. Personen, die das 60. Lebensjahr vollendet haben, 2. Personen, bei denen ein erhöhtes Risiko für einen schweren oder tödlichen Krankheitsverlauf nach einer Infektion mit dem Coronavirus SARS-CoV-2 besteht: 1. Personen mit behandlungsfreien in Remission befindlichen Krebserkrankungen 2. Personen mit Immundefizienz oder HIV-Infektion, Autoimmunerkrankungen oder rheumatologischen Erkrankungen, 3. Personen mit einer Herzinsuffizienz, Arrhythmie, einem Vorhofflimmern, einer koronaren Herzkrankheit oder arterieller Hypertonie, 4. Personen mit zerebrovaskulären Erkrankungen, Apoplex oder einer anderen neurologischen Erkrankung, 5. Personen mit Asthma bronchiale, 6. Personen mit chronisch-entzündlicher Darmerkrankung, 7. Personen mit Diabetes mellitus ohne Komplikationen, 8. Personen mit Adipositas (Personen mit Body-Mass-Index über 30 kg/m²), 9. Personen, bei denen nach individueller ärztlicher Beurteilung auf Grund besonderer Umstände im Einzelfall ein erhöhtes Risiko für einen schweren oder tödlichen Krankheitsverlauf nach einer Infektion mit dem Coronavirus SARS-CoV-2 besteht 3. bis zu zwei enge Kontaktpersonen von einer nicht in einer Einrichtung befindlichen pflegebedürftigen Person nach dem Nrn. 1 und 2, die von dieser Person oder von einer sie vertretenden Person bestimmt werden, 4. Personen, 1. die Mitglieder von Verfassungsorganen sind 2. Personen, die in besonders relevanter Position in den Verfassungsorganen in den Regierungen und Verwaltungen, bei der Bundeswehr, bei der Polizei, beim Zoll, bei der Feuerwehr, beim Katastrophenschutz einschließlich des Technischen Hilfswerks, in der Justiz und Rechtspflege tätig sind, 3. die in besonders relevanter Position im Ausland, bei den deutschen Auslandsvertretungen, für deutsche politische Stiftungen oder Organisationen und Einrichtungen mit Sitz in der Bundesrepublik Deutschland in den Bereichen Krisenprävention, Stabilisierung, Konfliktnachsorge, Entwicklungszusammenarbeit oder auswärtige Kultur- und Bildungspolitik oder als deutsche Staatsangehörige in internationalen Organisationen tätig sind, oder 4. die als Wahlhelfer tätig sind 5. Personen, die in besonders relevanter Position in weiteren Einrichtungen und Unternehmen der kritischen Infrastruktur tätig sind, insbesondere im Apothekenwesen, in der Pharmawirtschaft, im Bestattungswesen, in der Ernährungswirtschaft, in der Wasser- und Energieversorgung, in der Abwasserentsorgung und Abfallwirtschaft, im Transport- und Verkehrswesen sowie in der Informationstechnik und im Telekommunikationswesen, 6. Personen, die in Bereichen medizinischer Einrichtungen mit niedrigem Expositionsrisiko in Bezug auf das Coronavirus SARS-CoV-2 tätig sind, insbesondere in Laboren, und Personal, welches keine Patientinnen und Patienten betreut, 7. Personen, die im Lebensmitteleinzelhandel tätig sind, 8. Personen, die in Einrichtungen und Diensten der Kinder- und Jugendhilfe und in Schulen, die nicht von § 3 Abs. 1 Nr. 9 erfasst sind, tätig sind, 9. sonstige Personen, bei denen auf Grund ihrer Arbeitszeit- und Lebensumstände ein deutlich erhöhtes Risiko einer Infektion mit dem Coronavirus SARS-CoV-2 besteht |
|           | Für Personen nach Abs. 1 Nr. 1 gilt § 2 Abs. 2 entsprechend. |

### Ausnahmen
- Patienten mit akuten schweren Erkrankungen sollten erst nach Genesung geimpft werden.[48]
- Bei der Priorisierung innerhalb der COVID-19-Impfempfehlung der STIKO können nicht alle Krankheitsbilder oder Impfindikationen explizit genannt werden. Es obliegt daher den für die Priorisierung in den Bundesländern Verantwortlichen, in Einzelfällen Personen, die nicht ausdrücklich im Stufenplan genannt sind, angemessen zu priorisieren (z. B. bei unmittelbar bevorstehender Chemotherapie). Darüber hinaus sind Einzelfallentscheidungen möglich, wenn berufliche Tätigkeiten bzw. Lebensumstände mit einem nachvollziehbaren, unvermeidbar sehr hohen Infektionsrisiko einhergehen. Diese Öffnungsklausel darf nicht missbraucht werden, um ungerechtfertigterweise eine Impfung durchzuführen und somit stärker gefährdeten Personen die Impfung vorzuenthalten.[34]
- Man geht davon aus, dass Schwangere und Kinder unter 16 Jahren von der Impfung ausgeschlossen bleiben werden. Eine akzidentelle Impfung in der Schwangerschaft ist jedoch keine Indikation für einen Schwangerschaftsabbruch. Schwangeren mit Vorerkrankungen und einem daraus resultierenden hohen Risiko für eine schwere COVID-19-Erkrankung kann in Einzelfällen nach Nutzen-Risiko-Abwägung und nach ausführlicher Aufklärung eine Impfung angeboten werden. Die STIKO hält es für unwahrscheinlich, dass eine Impfung der Mutter während der Stillzeit ein Risiko für den Säugling darstellt.[34]
- Ob Jugendliche zwischen 16 und 18 Jahren geimpft werden sollten, ist noch nicht entschieden.
- Menschen, die bereits eine SARS-CoV-2-Infektion gehabt haben, sollten nicht zu den ersten gehören, die geimpft werden. Sie könnten „zurückgestellt“ und vielleicht später geimpft werden.[49] Der Nachweis von erregerspezifischem Immunglobulin G (IgG) kann nicht mit einer erworbenen Immunität gleichgesetzt werden. Hierzu ist der Nachweis von neutralisierenden Antikörpern mittels eines Neutralisationstests notwendig. Letzterer wird aufgrund des Aufwands und der räumlichen Voraussetzungen (S3-Labor) nur in Forschungslaboratorien durchgeführt. Bisher geht man bei Nachweis von SARS-CoV-2-IgG-Antikörpern auf Grundlage von Erfahrungen mit anderen Coronaviren zumindest von einer passageren Immunität aus. Daten zur Dauer der Immunität gegenüber SARS-CoV-2 müssen im Rahmen von Studien über längere Zeit erhoben werden.[50]
- Die Priorisierungen gelten entsprechend für Folge- und Auffrischimpfungen, die für ein vollständiges Impfschema im Rahmen der Zulassung vorgesehen sind. Die Vervollständigung der Impfserie bei Personen, die bereits eine erste Schutzimpfung erhalten haben, hat Priorität vor dem Beginn der Schutzimpfung weiterer Personen, die noch keine Schutzimpfung erhalten haben.
- Forscher des Massachusetts General Hospital (MGH der Harvard University) gaben am 31. Dezember 2020 bekannt, dass die Impfstoffe Comirnaty und Moderna COVID-19 auch bei Menschen mit Lebensmittel- oder Medikamentenallergien sicher verabreicht werden können. Personen mit einer Anaphylaxie in der Vorgeschichte eines injizierbaren Arzneimittels oder Impfstoffs, der Polyethylenglycol oder Polysorbate enthält, sollten sich vor der Impfung mit ihren Allergologen beraten.[51]
- Die am RKI angesiedelte Ständige Impfkommission (STIKO) empfiehlt das Astrazeneca-Mittel mangels ausreichenden Daten nur für Personen im Alter von 18 bis 64 Jahren, in der EU ist es für alle Altersgruppen zugelassen, in Italien nur für Personen bis 55 Jahren. Die STIKO wird ihre Empfehlungen nach dem Einreichen weiterer Daten zur Effizienz bei älteren Menschen aktualisieren.[52]
- Aufgrund der anzunehmenden Immunität nach durchgemachter Infektion, zur Vermeidung überschießender Nebenwirkungen und in Anbetracht des bestehenden Impfstoffmangels sollten ehemals an COVID-19 erkrankte Personen nach Ansicht der STIKO unter Berücksichtigung der Priorisierung im Regelfall etwa 6 Monate nach Genesung geimpft werden. Tritt nach Verabreichung der 1. Impfstoffdosis eine labordiagnostisch gesicherte (positive PCR) SARS-CoV-2-Infektion auf, sollte nach Ansicht der STIKO die Verabreichung der 2. Impfstoffdosis ebenfalls erst etwa 6 Monate nach Genesung bzw. Diagnosestellung erfolgen.[34]

### Nachweis der Anspruchsberechtigung

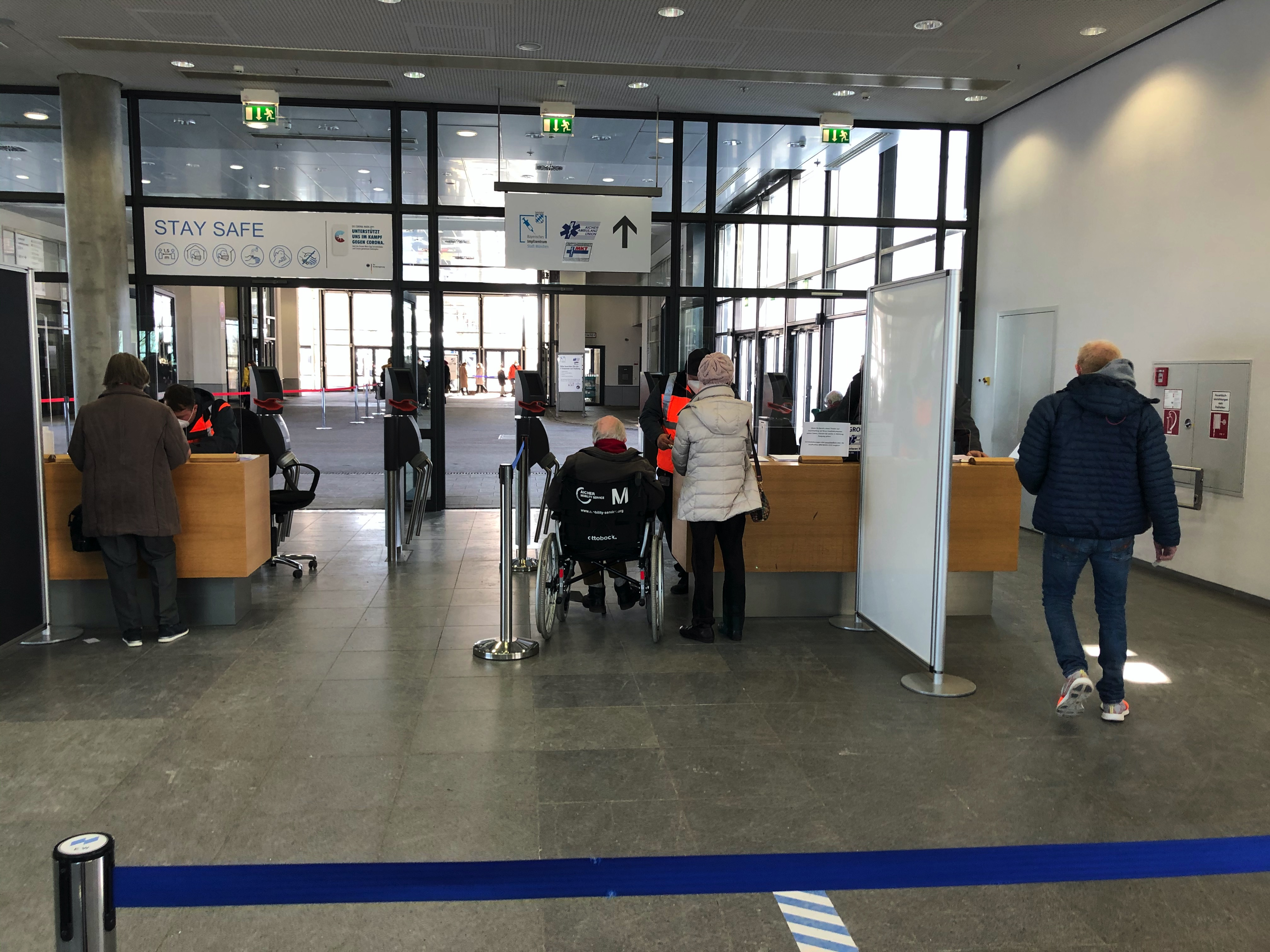
Personenkontrolle im Impfzentrum München, Messe

Um einen geordneten Ablauf zu gewährleisten, müssen Call-Center zur Terminvergabe eingerichtet werden. Terminvereinbarungen sollen telefonisch oder digital über Terminservicestellen der Kassenärztlichen Vereinigungen unter der Telefonnummer 116117 des ärztlichen Notdienstes beziehungsweise mittels entsprechender App erfolgen können. Zum Nachweis der Anspruchsberechtigung und zur Prüfung der Priorisierung haben die anspruchsberechtigten Personen vor der Schutzimpfung gegenüber dem Impfzentrum oder dem mobilen Impfteam Folgendes vorzulegen:
1. ihren Personalausweis oder einen anderen Lichtbildausweis, aus dem der Wohnort oder gewöhnliche Aufenthaltsort hervorgeht; das gilt nicht für Personen, die in einer in den §§ 2 bis 4 der Coronavirus-Impfverordnung genannten Einrichtung oder in einem dort genannten Unternehmen behandelt, gepflegt oder betreut werden, sowie
2. bei Personen, die in einer in den §§ 2 bis 4 der Coronavirus-Impfverordnung genannten Einrichtung oder in einem dort genannten Unternehmen behandelt, gepflegt oder betreut werden oder tätig sind, eine Bescheinigung der Einrichtung oder des Unternehmens oder
3. die in § 3 Nummer 2 und § 4 Nummer 2 genannten Personen, bei denen krankheitsbedingt ein sehr hohes, hohes oder erhöhtes Risiko für einen schweren oder tödlichen Krankheitsverlauf nach einer Infektion mit dem Coronavirus SARS-CoV-2 besteht, ein ärztliches Zeugnis über das Vorliegen dieser Erkrankung oder
4. bei engen Kontaktpersonen eine Bestätigung der genannten Person oder ihres gesetzlichen Vertreters.
5. Die in § 3 Nummer 2 und § 4 Nummer 2 genannten Personen haben Anspruch auf Ausstellung eines ärztlichen Zeugnisses. Der Anspruch umfasst auch einen mit dem ärztlichen Zeugnis gegebenenfalls zu vergebenden Code für die Terminvergabe. Die Arztpraxen sind zur Ausstellung eines Nachweises berechtigt. Sofern der Anspruchsberechtigte aufgrund früherer Behandlung dem Arzt unmittelbar persönlich bekannt ist, können das ärztliche Zeugnis sowie der gegebenenfalls zu vergebende Code auch telefonisch angefordert und postalisch versandt werden.

### Abweichungen
In mindestens neun Bundesländern wurde von der Impfreihenfolge abgewichen. Geimpft wurden etwa Kommunalpolitiker, Geistliche sowie Feuerwehrleute und Polizisten, obwohl sie nicht der ersten Prioritätsgruppe angehören. Zumeist wurde dies mit dem sonst drohenden Verfall bereitstehender verabreichungsfähiger Impfstoffe begründet.
So wurden im Januar 2021 in Stendal 320 Polizisten vorzeitig geimpft. Dabei habe es sich laut Landratsamt um einen Test für ein Szenario gehandelt, dass plötzlich viele Menschen geimpft werden müssten. Man habe Polizisten ausgewählt, da diese kurzfristig in ausreichender Anzahl zur Verfügung gestanden hätten. Auch der Wittenberger Landrat Jürgen Dannenberg war bereits am 26. Dezember 2020 geimpft worden, nachdem bei einem Testlauf drei Wochen vor Eröffnung in einem Impfzentrum Impfstoff übrig geblieben sei. Auch sein Stellvertreter Jörg Hartmann wurde geimpft. Vorzeitig geimpft wurde auch der Oberbürgermeister von Halle, Bernd Wiegand, sowie zehn Stadträte. Auch das gesamte Büro des Oberbürgermeisters, einschließlich Praktikanten, sei geimpft worden. Zum Einsatz gekommen sei Impfstoff, der sonst am Ende des Tages unbrauchbar geworden wäre und per Zufallsgenerator zugewiesen worden sei.
Ebenfalls bereits geimpft wurden der Vizepräsident des Deutschen Landkreistages, Landrat Frank Vogel (Erzgebirgskreis), die Landräte der Landkreise Bernkastel-Wittlich, Donau-Ries, Donnersberg, Limburg-Weilburg, Steinburg, Peine, Saalekreis, Vulkaneifel und Werra-Meißner sowie der Bischof von Augsburg Bertram Meier.
Der Bund kündigte Mitte Februar 2021 an, im Rahmen anstehender Beratungen über das Infektionsschutzgesetz Sanktionen und Regelungen prüfen zu wollen.
Am 20. April 2021 beschloss das Bundesland Sachsen, dass dort der AstraZeneca-Impfstoff ab sofort nach ärztlicher Beratung auch ohne Priorisierung verimpft werden darf, einen Tag später folgte die gleiche Maßnahme in Mecklenburg-Vorpommern und Bayern sowie am folgenden Tag in Berlin. Am 6. Mai 2021 hoben die Gesundheitsminister von Bund und Länder die Priorisierung für den AstraZeneca-Impfstoff bundesweit auf.
Aufgrund erhöhter Inzidenz in sozialen Brennpunkten zieht die Stadt Köln dort seit Anfang Mai 2021 nach entsprechendem Erlass des Gesundheitsministeriums von Nordrhein-Westfalen die Impfung vor. So werden die Bewohner des dicht besiedelten Stadtteils Chorweiler aufgrund einer dortigen 7-Tage-Inzidenz von über 500 in die Priorisierungsgruppe 3 aufgenommen und vor Ort von mobilen Impfteams geimpft.

### Aufhebung der Priorisierung
Die Priorisierung der COVID-19-Impfmaßnahmen sollte spätestens ab 7. Juni 2021 bundesweit aufgehoben werden. Darauf hatten sich die Gesundheitsminister des Bundes und der Länder geeinigt. In Baden-Württemberg konnte man sich bereits ab 18. Mai 2021 ohne Eingruppierung impfen lassen. In den Impfzentren blieb die Priorisierung aber erhalten, damit dort Menschen mit hohem Risiko auf jeden Fall zuerst geimpft wurden. Frühere Impf-Freigaben in einzelnen Ländern blieben dem Vorschlag des Bundes zufolge bestehen.
Erst am 14. Juni 2021 wurde die Priorisierung auch in Schleswig-Holstein aufgehoben.

### Einwilligung in die ärztliche Maßnahme (hier: Impfung)
Falls die Person einer Priorisierungsgruppe die Voraussetzungen zur Impfung erfüllt, muss sie der Impfung mittels einer informierten Einwilligung (Informed consent) gemäß § 630d BGB zustimmen. Die Einwilligung ist nur nach zuvor erfolgter Aufklärung gemäß § 630e BGB wirksam. Dazu gehören insbesondere Art, Umfang, Durchführung, zu erwartende Folgen und Risiken der Maßnahme sowie ihre Notwendigkeit, Dringlichkeit, Eignung und Erfolgsaussichten im Hinblick auf die Diagnose oder die Therapie. Die Aufklärung muss
1. mündlich durch den Behandelnden oder durch eine Person erfolgen, die über die zur Durchführung der Maßnahme notwendige Ausbildung verfügt;
2. so rechtzeitig erfolgen, dass der Patient seine Entscheidung über die Einwilligung wohlüberlegt treffen kann,
3. für den Patienten verständlich sein.

Hierzu trägt ein schriftliches Aufklärungsmerkblatt bei, das vom Deutschen Grünen Kreuz in Kooperation mit dem Robert Koch-Institut erstellt wurde, das um ein Aufklärungsgespräch durch einen Arzt ergänzt wird.
Eine wirksame Einwilligung in die Impfung (vgl. § 228 StGB), sofern sie lege artis durchgeführt wird, ist Rechtfertigungsgrund für die mit der Impfung verbundene Körperverletzung, die nach h. M. bei jeder invasiven ärztlichen Maßnahme vorliegt. Damit entfällt deren Strafbarkeit für den behandelnden Arzt.

### Impfpflicht
Die Priorisierung bzw. deren Aufhebung bedeutet nicht, dass es eine Impfpflicht gegen COVID-19 gibt.
Im Juni 2020 gab es in Deutschland eine Diskussion um eine mögliche Impfpflicht. Grundlage könnte § 20 Absatz 6 des Infektionsschutzgesetzes sein. Das Bundesgesundheitsministerium ist mit Zustimmung des Bundesrates ermächtigt, eine Rechtsverordnung zu erlassen, die bedrohte Teile der Bevölkerung, die keine Kontraindikation aufweisen, zu einer Schutzimpfung oder anderen prophylaktischen Maßnahmen verpflichtet, sofern das aus Gesichtspunkten des Infektionsschutzes notwendig ist. Ob eine solche Impfpflicht für COVID-19 verfassungsrechtlich konform wäre, wurde unter Verfassungsrechtlern diskutiert. Es wurde die Verhältnismäßigkeit diskutiert.
Am 7. April 2022 lehnte der Bundestag die Einführung einer allgemeinen Impflicht ab.

### Folgen der Priorisierung für die Logistik
Die Priorisierung hatte Folgen für die Organisation und Logistik der Impfungen. Anders als bei routinemäßigen Schutzimpfungen musste sichergestellt werden, dass der Impfstoff die richtigen Personen erreichte. Dabei ergaben sich besondere Schwierigkeiten, weil die ersten verfügbaren Impfstoffe anspruchsvoll zu lagern und zu transportieren waren. Erst als ausreichende Impfstoffmengen mit geeigneten Lagerungskonditionen zur Verfügung standen, konnten die Impfaktivitäten in das Regelsystem übergehen.

## Österreich

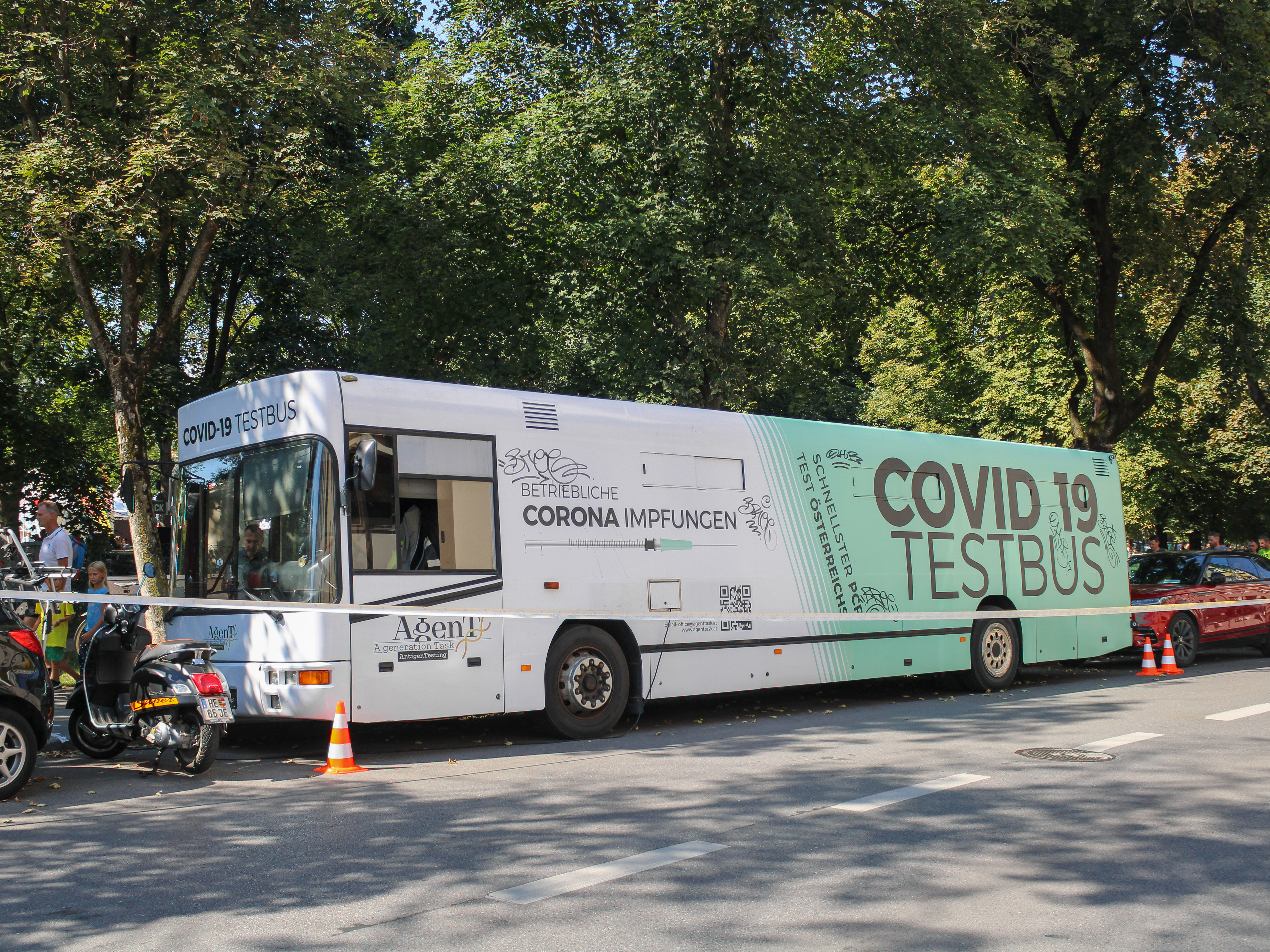
Einsatz eines Covid-19-Impf- und Testbusses in Graz

### Risikogruppe-Verordnung
Am 20. Mai 2020 trat die Verordnung des Bundesministers für Soziales, Gesundheit, Pflege und Konsumentenschutz über die Definition der allgemeinen COVID-19-Risikogruppe (COVID-19-Risikogruppe-Verordnung) BGBl. II Nr. 203/2020 in Kraft, die Freistellungen bzw. Schutzmaßnahmen wie Homeoffice für diese Risikogruppen gemäß § 735 Abs. 2 ASVG bzw.§ 258 Abs. 2 B-KUVG ermöglichen sollte. Medizinische Indikationen sind
- fortgeschrittene funktionelle oder strukturelle chronische Lungenkrankheiten, welche eine dauerhafte, tägliche, duale Medikation benötigen
- chronische Herzerkrankungen mit Endorganschaden, die dauerhaft therapiebedürftig sind,
- aktive oder metastasierende Krebserkrankungen,
- Erkrankungen, die mit einer dauerhaften und relevanten Immunsuppression behandelt werden müssen,
- fortgeschrittene chronische Nierenerkrankungen,
- chronische Lebererkrankungen mit Organumbau und dekompensierter Leberzirrhose ab Childs-Stadium B,
- ausgeprägte Adipositas ab dem Adipositas-Grad III mit einem BMI >= 40 kg/m²,
- Diabetes mellitus
  - Typ I mit regelmäßig erhöhtem HbA1c > 7,5 %
  - Typ II mit regelmäßig erhöhtem HbA1c > 8,5 %
  - Typ I oder II mit Endorganschäden und
- arterielle Hypertonie mit bestehenden Endorganschäden.

### Stellungnahme zu den ethischen Fragen
Am 25. November 2020 veröffentlichte die österreichische Bioethikkommission eine Stellungnahme zu den ethischen Fragen einer Impfung gegen COVID-19. Darin wird ausgeführt, man müsse, „um eine ethisch absolut fundierte Priorisierungsstrategie vorlegen zu können, […] wohl dem Beispiel der WHO folgen und in drei Schritten vorgehen, indem zunächst die maßgeblichen Kriterien und Wertungen identifiziert und gegeneinander abstrakt abgewogen werden, sodann in einem zweiten Schritt eine konkretere Priorisierungsstrategie erarbeitet und erst in einem dritten Schritt für jeden zugelassenen Impfstoff separat und unter Berücksichtigung seiner pharmakologischen Eigenschaften finale Empfehlungen abgegeben werden.“ Dabei sind vor allem drei Kriterien maßgeblich:
- besondere Vulnerabilität einer Person (z. B. aufgrund ihres Alters oder ihrer Vorerkrankungen, ihrer sozialen Situation oder auch ihres Berufs),
- Eigenschaft als besonderer Multiplikator des Virus trotz zumutbarer Schutzmaßnahmen,
- besondere Bedeutung für die Aufrechterhaltung des öffentlichen Lebens.

### Empfehlungen des Nationalen Impfgremiums
Am 26. Dezember 2020 wurden die „Empfehlungen des Nationalen Impfgremiums zur Priorisierung“ in der Version 2.1 veröffentlicht, die 7 Prioritätsklassen definieren. Sie bildet die Grundlage der Impfstrategie für Österreich.
Das Sozialministerium hat am 12. Januar 2021 die Version 3.0 der „Priorisierung des Nationalen Impfgremiums“ veröffentlicht.
| Priorität                            | Personengruppen |
| ------------------------------------ | --- |
| 1. Priorität (sehr hoch)             | - Bewohner von Alten- und Pflegeheimen - Personal in Alten- und Pflegeheimen mit und ohne Kontakt zu den Bewohnern und Personen mit einer regelmäßigen Tätigkeit oder regelmäßigem Aufenthalt in Alten- und Pflegeheimen - Personal im Gesundheitsbereich der Kategorie I - mit besonders hohem Expositionsrisiko - mit Kontakt zu vulnerablen Gruppen - Personen im Alter von ≥ 80 Jahren |
| 2. Priorität (hoch)                  | - Personen mit Vorerkrankungen und besonders hohem Risiko und deren engste Kontaktpersonen, besonders, wenn institutionell betreut sowie in diesen Einrichtungen tätige Personen - Trisomie 21 - Organtransplantierte (in Version 2) - Personen mit Demenz, intellektuellen oder körperlichen Behinderungen in Betreuungseinrichtungen - Fortgeschrittene funktionelle oder strukturelle chronische Lungenkrankheit, welche eine dauerhafte, tägliche, duale Medikation benötigt (seit Version 3) - Chronische Herzerkrankung mit Endorganschaden (seit Version 3) - Aktive Krebserkrankung sowie metastasierende Krebserkrankung auch ohne laufende Therapie (seit Version 3) - Erkrankung, die mit einer dauerhaften und relevanten Immunsuppression behandelt werden muss (seit Version 3) - Chronische Dialyse, fortgeschrittene chronische Nierenerkrankung, Status post Nierentransplantation - Chronische Lebererkrankung mit Organumbau und dekompensierter Leberzirrhose ab Childs-Stadium B (seit Version 3) - Ausgeprägte Adipositas ab dem Adipositas Grad III mit einem BMI >= 40 kg/m² (seit Version 3) - Diabetes mellitus Typ I mit regelmäßig erhöhtem HbA1c > 7,5 %, Typ II mit regelmäßig erhöhtem HbA1c > 8,5 % sowie Typ I oder II mit Endorganschäden (seit Version 3) - Arterielle Hypertonie mit bestehenden Endorganschäden, insbesondere chronische Herz- oder Niereninsuffizienz, oder nicht kontrollierbarer Blutdruckeinstellung (seit Version 3) - Sonstige schwere Erkrankungen mit funktionellen oder körperlichen Einschränkungen, die einen ebenso schweren Krankheitsverlauf von COVID-19 wie bei den hier gelisteten Krankheitsbildern annehmen lassen.(seit Version 3) - Personal im Gesundheitsbereich der Kategorie II - mit hohem Expositionsrisiko - Personal in der mobilen Pflege, Betreuung und Krankenpflege und 24-Stunden-Pflege - Personen im Alter von 75–79 Jahren |
| 3. Priorität (erhöht)                | - Personen im Alter von 70–74 Jahren - Personen mit Vorerkrankungen mit erhöhtem Risiko und deren engste Kontaktpersonen, Betreuungspersonal inkl. persönliche Assistenten - Personen mit Demenz oder intellektuelle Behinderungen außerhalb von Betreuungseinrichtungen - Personen mit körperlichen Behinderungen, die ein erhöhtes Risiko für einen schweren Verlauf von COVID-19 zur Folge haben - Adipositas (BMI >30 kg/m²) - Chronische Nierenerkrankung - Chronische Lebererkrankung - Immundefizienz - Diabetes mellitus - Arrhythmie/Vorhofflimmern - HIV-Infektion - Koronare Herzkrankheit - Herzinsuffizienz - Zerebrovaskuläre Erkrankungen/Apoplex - Autoimmunerkrankungen - Chronisch obstruktive Lungenkrankheit - Krebserkrankungen - Arterielle Hypertonie - Rheumatische Erkrankungen - Asthma bronchiale - Asylwerber in Unterkünften sowie Personal in diesen Unterkünften - Personen in Obdachlosenunterkünften sowie Personal in diesen Unterkünften - Personen in Gefängnissen sowie Personal ebendort - Enge Kontaktpersonen von Schwangeren wegen des schweren Krankheitsverlaufes bei Schwangeren - Personal im Gesundheitsbereich der Kategorie III - mit moderatem Expositionsrisiko - in relevanten Positionen zur Aufrechterhaltung der Krankenhaus- und Gesundheitsinfrastruktur - Personal in Sozialberufen/Sozialbetreuung und Seelsorge sowie Bestattung |
| 4. Priorität (moderat erhöht)        | - Personen im Alter von 65–69 Jahren - Personal im Gesundheitsbereich der Kategorie IV - mit geringem Expositionsrisiko - Gesamtes Personal in Schulen, Kindergärten, Kinderkrippen und Kinderbetreuungseinrichtungen - Personen in Arbeitsverhältnissen, die eine Virusübertragung begünstigen (Mindestabstand nicht einhaltbar, geringe Luftbewegung, starke Aerosolbildung, Arbeitsplätze im Kühlbereich) - Personal in Schlüsselpositionen der Landes- und Bundesregierungen und Beschäftigte in der essentiellen Infrastruktur, insbesondere mit Personenkontakt wie z. B. Bundesheer, Feuerwehr, Polizei, Öffentliche Verkehrsunternehmen, Abfallwirtschaft, etc. |
| 5. Priorität (Moderat)               | - Personen im Alter von 60–64 Jahren - Beschäftigte im Einzelhandel - Beschäftigte in den Bereichen Gastronomie und Tourismus - Personen mit beruflich erforderlicher grenzüberschreitender Reisetätigkeit in öffentlichen Verkehrsmitteln/Flugzeug inkl. Personal - Personennahe und nicht-medizinische Dienstleistungen - Beruflich Kulturschaffende bei erhöhtem Infektionsrisiko (z. B. darstellende Kunst, Film, Musik etc.) - Spitzensportler von Mannschaftssportarten und andere Berufe mit engem und langdauernden/wiederholten Personenkontakt |
| 6. Priorität (Gering erhöht)         | - Personen, die Sportarten mit engem und langdauerndem/wiederholtem Personenkontakt im privaten Bereich betreiben (Amateure) - Kulturschaffende im privaten Bereich bei erhöhtem Infektionsrisiko (Amateure/Gesangsverein/Chor, Theaterverein etc.) - Personen in Lehreinrichtungen wie Oberstufen/Universitäten mit hohen Menschenansammlungen - Personen mit privat erforderlicher grenzüberschreitender Reisetätigkeit in öffentlichen Verkehrsmitteln/Flugzeug |
| 7. Priorität (Allgemeine Empfehlung) | - Personen im Alter von 16 bis < 60 Jahren |

Im Impfplan der Regierung werden drei Phasen der Impfung definiert:
- Phase 1: Seit Dezember 2020 werden Bewohner und Personal in Alten- und Pflegeheimen sowie Personen im Gesundheitsbereich und erste Hochrisikogruppen geimpft.
- Phase 2: Ab Februar 2021 sollen ältere Menschen, Personen mit Vorerkrankung und in kritischer Infrastruktur folgen.
- Phase 3: Ab dem zweiten Quartal 2021 soll die allgemeine Bevölkerung geimpft werden.

### Verordnung zum Ablauf der Corona-Schutzimpfung
Am 28. Jänner 2021 trat die Verordnung zum Ablauf der Corona-Schutzimpfung (BGBl. II Nr. 34/2021) in Kraft, nach der ab Verfügbarkeit dem Impfstoffs im niedergelassenen Bereich zunächst
- über 80-Jährige mit Assistenz sowie
- deren Betreuer

geimpft werden sollen.
Ab 1. Februar sollen folgen:
- über 65-Jährige
- Risikopatienten gemäß der COVID-19-Risikogruppe-Verordnung (BGBl. II Nr. 203/2020)
- betreute Personen in 24-Stunden-Betreuung und deren Betreuer sowie
- Lebenspartner von Schwangeren.

### Impfplan

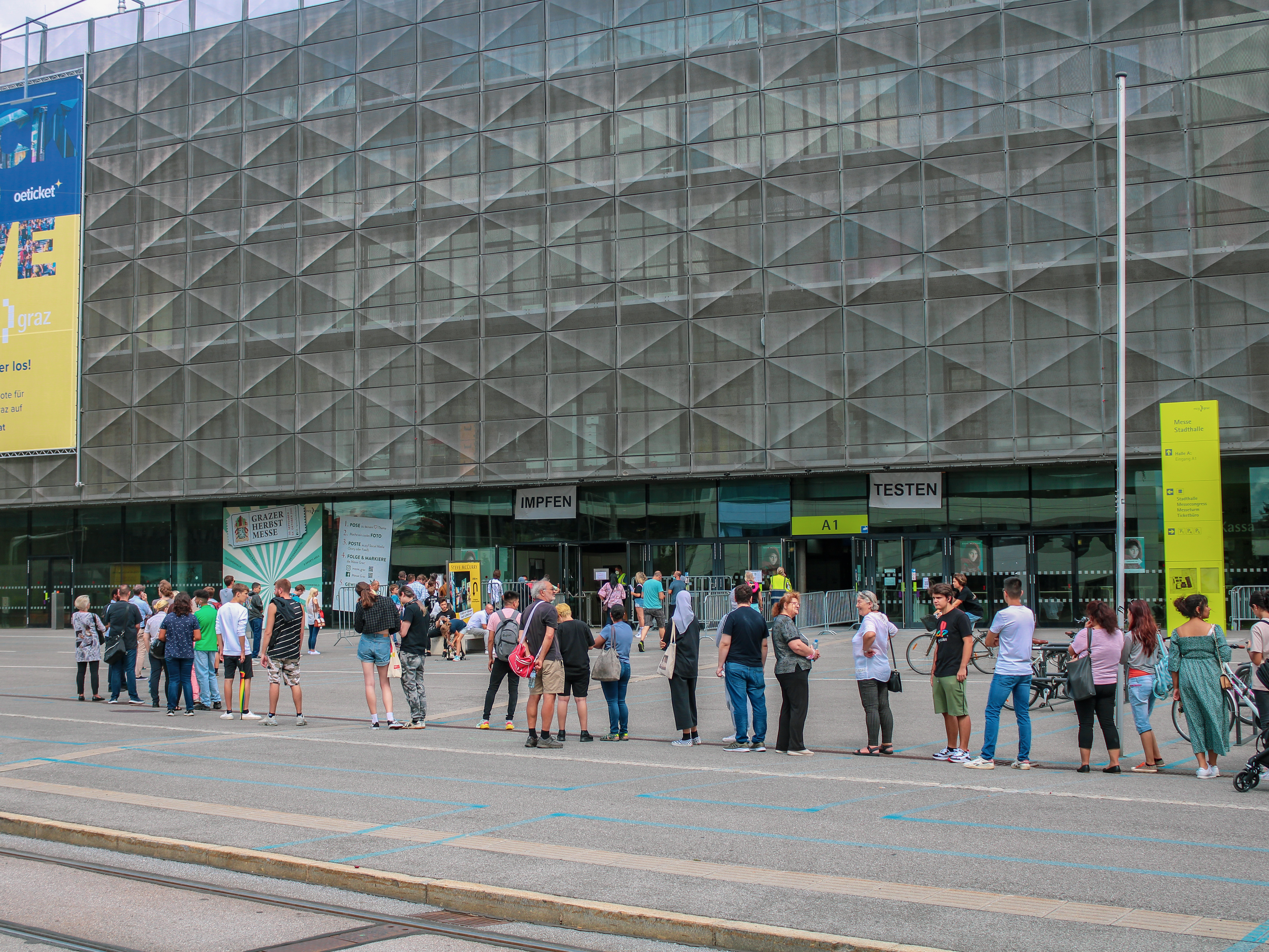
Massenimpfungen ohne Termin in der Messehalle Graz, 24. August 2021

Am 1. Februar 2021 wurde ein Impfplan veröffentlicht.
Die Impfung wird in vier Phasen durchgeführt. Der Impfstoff von AstraZeneca soll für alle Personen unter 65 Jahren, die keine Hochrisikopersonen sind, eingesetzt werden.
| Phase    | Personengruppen |
| -------- | --- |
| Phase 1A | - Bewohner von Alten- und Pflegeheimen - Personal in Alten- und Pflegeheimen mit und ohne Kontakt zu den Bewohnern und Personen mit einer regelmäßigen Tätigkeit oder regelmäßigem Aufenthalt in Alten- und Pflegeheimen - Personen im Alter von ≥ 80 Jahren - Personal im Gesundheitsbereich der Kategorie I - mit besonders hohem Expositionsrisiko - mit Kontakt zu vulnerablen Gruppen |
| Phase 1B | - Personen mit Vorerkrankungen und besonders hohem Risiko gemäß den Priorisierungen des Nationalen Impfgremiums und deren engste Kontaktpersonen, wenn institutionell erreichbar - Trisomie 21 - Personen mit Demenz, intellektuellen oder körperlichen Behinderungen in Betreuungseinrichtungen - Fortgeschrittene funktionelle oder strukturelle chronische Lungenkrankheit, welche eine dauerhafte, tägliche, duale Medikation benötigt - Chronische Herzerkrankung mit Endorganschaden - Aktive Krebserkrankung sowie metastasierende Krebserkrankung auch ohne laufende Therapie - Erkrankung, die mit einer dauerhaften und relevanten Immunsuppression behandelt werden muss - Chronische Dialyse, fortgeschrittene chronische Nierenerkrankung, St.p. Nierentransplantation - Chronische Lebererkrankung mit Organumbau und dekompensierter Leberzirrhose ab Childs-Stadium B - Ausgeprägte Adipositas ab dem Adipositas-Grad III mit einem BMI >= 40 kg/m² - Diabetes mellitus Typ I mit regelmäßig erhöhtem HbA1c > 7,5 %, Typ II mit regelmäßig erhöhtem HbA1c > 8,5 % sowie Typ I oder II mit Endorganschäden - Arterielle Hypertonie mit bestehenden Endorganschäden, insbesondere chronische Herz- oder Niereninsuffizienz, oder nicht kontrollierbarer Blutdruckeinstellung - Sonstige schwere Erkrankungen mit funktionellen oder körperlichen Einschränkungen, die einen ebenso schweren Krankheitsverlauf von COVID-19 wie bei den hier gelisteten Krankheitsbildern annehmen lassen. - Personal im Gesundheitsbereich der Kategorie II - mit hohem Expositionsrisiko - Personal in der mobilen Pflege, Betreuung und Krankenpflege - Menschen mit Behinderung mit persönlicher Assistenz sowie deren persönliche Assistenten |
| Phase 2  | - Personen im Alter von 65–79 Jahren abgestuft nach Alter und gesundheitlichen Risiken - Personen unter 65 Jahren mit Vorerkrankungen mit hohem Risiko gemäß der COVID-19-Risikogruppe-Verordnung - fortgeschrittene funktionelle oder strukturelle chronische Lungenkrankheiten - chronische Herzerkrankungen mit Endorganschaden, die dauerhaft therapiebedürftig sind - aktive Krebserkrankungen - Erkrankungen, die mit einer dauerhaften und relevanten Immunsuppression behandelt werden müssen - fortgeschrittene chronische Nierenerkrankungen - chronische Lebererkrankungen - ausgeprägte Adipositas ab dem Adipositas-Grad III mit einem BMI >= 40 kg/m² - Diabetes mellitus - arterielle Hypertonie mit bestehenden Endorganschäden sowie im Falle einer ausreichenden Verfügbarkeit in der Altersgruppe unter 65 Jahren - Personen mit erhöhtem Risiko nach Priorisierung des Nationalen Impfgremiums bzw. deren engste Kontaktpersonen / Betreuungspersonal - Personen mit Demenz oder intellektuelle Behinderungen außerhalb von Betreuungseinrichtungen - Personen mit körperlichen Behinderungen, die ein erhöhtes Risiko für einen schweren Verlauf von COVID-19 zur Folge haben - Adipositas (BMI >30 kg/m²) - Chronische Nierenerkrankung - Chronische Lebererkrankung - Immundefizienz - Diabetes mellitus - Arrhythmie/Vorhofflimmern - HIV-Infektion - Koronare Herzkrankheit - Herzinsuffizienz - Zerebrovaskuläre Erkrankungen/Apoplex - Autoimmunerkrankungen - Chronisch obstruktive Lungenkrankheit - Krebserkrankungen - Arterielle Hypertonie - Rheumatische Erkrankungen - Asthma bronchiale - betreute Personen in 24h-Betreuung und deren Betreuer - Enge Kontaktpersonen von Schwangeren wegen des schweren Krankheitsverlaufes bei Schwangeren - Personal im Gesundheitsbereich der Kategorie III - mit moderatem Expositionsrisiko - in relevanten Positionen zur Aufrechterhaltung der Krankenhaus- und Gesundheitsinfrastruktur - Personal im Gesundheitsbereich der Kategorie IV - mit geringem Expositionsrisiko - Personal in Schulen, Kindergärten, Kinderkrippen und Kinderbetreuungseinrichtungen - Ausgewählte Beschäftigte mit direktem Personenkontakt und erhöhtem Ansteckungsrisiko in Polizei, Strafvollzug, Bundesheer |
| Phase 3  | - Oberste Organe und zentrale Schlüsselkräfte im Krisen-Management der Landes- und Bundesverwaltung - Bundes- und Landesgesetzgebung, Präsidentschaftskanzlei - Zentrale Schlüsselkräfte der Gerichtsbarkeit (OGH, VfGH, VwGH, Bundesverwaltungsgericht, Landesverwaltungsgerichte), Volksanwaltschaft, Rechnungshof (nach einer entsprechenden Priorisierung und Verfügbarkeit) - Bewohner sowie Tätige in Gemeinschaftsunterkünften, und in engen/prekären Lebens- und/oder Arbeitsverhältnissen (z. B. Obdachlosenheime) - Schlüsselpositionen in den Sektoren Energie, IKT, Transport, Wasser, Lebensmittelhandel (siehe Auflistung) - Personen im Alter von 60 bis 64 Jahren - Beschäftigte im Einzelhandel - Beschäftigte in den Bereichen Gastronomie und Tourismus - Personen mit beruflich erforderlicher grenzüberschreitender Reisetätigkeit in öffentlichen Verkehrsmitteln/Flugzeug inkl. Personal - Personennahe und nicht-medizinische Dienstleistungen (z. B. AMS) - Rechtsanwälte - Tierärzte - Notare - Seelsorge - Beruflich Kulturschaffende bei erhöhtem Infektionsrisiko (z. B. darstellende Kunst, Film, Musik, etc.) - Spitzensportler von Mannschaftssportarten und andere Berufe mit engem und langdauernden/wiederholten Personenkontakt - Weiteres Personal in den Sektoren Energie, IKT, Transport, Wasser - Personen, die Sportarten mit engem und langdauernden/wiederholten Personenkontakt im privaten Bereich betreiben (Amateure) - Kulturschaffende im privaten Bereich bei erhöhtem Infektionsrisiko (Amateure/Gesangsverein/Chor, Theaterverein etc.) - Personen in Lehreinrichtungen wie Oberstufen/Universitäten mit hohen Menschenansammlungen - Personen mit privat erforderlicher grenzüberschreitender Reisetätigkeit in öffentlichen Verkehrsmitteln/Flugzeug - Personen im Alter von 16 Jahren bis < 60 Jahren |

### Fortschritt der Impfungen
Bis Mitte März war etwa ein Viertel (26,3 %) der 75- bis 84-Jährigen und etwa die Hälfte der Älteren (52,2 %) geimpft. Ein Drittel der bis dahin verabreichten Impfungen ging an Menschen ab 75 Jahren. Am 15. März erging ein Erlass, der den Impfplan aktualisierte und klarstellte, dass dieser nicht nur eine Empfehlung ist, sondern eine verbindliche Leitlinie, die zu befolgen ist.

## Schweiz
Das Bundesamt für Gesundheit (BAG) und die Eidgenössische Kommission für Impffragen (EKIF) haben am 16. Dezember 2020 eine Covid-19-Impfstrategie entwickelt.
Es wird davon ausgegangen, dass die einzelnen Impfstoffe nicht von Anfang an in den Mengen zur Verfügung stehen, um alle vorgesehenen Zielgruppen sofort impfen zu können. Daher bedarf es zum gegebenen Zeitpunkt einer Priorisierung der Zielgruppen (und ggf. innerhalb dieser) in Abhängigkeit der schrittweise verfügbaren Impfstoffdosen.
Die im Folgenden empfohlene, übergeordnete Priorisierung orientiert sich an Empfehlungen der WHO für die Zuteilung und Priorisierung von Impfzielgruppen und berücksichtigt dabei die Wirkung auf:
- das Mortalitäts- und Komplikationsrisiko nach Alter
- den Erhalt der Funktionen des Gesundheitswesens und die Vermeidung der Personalüberlastung in den von der Pandemie besonders betroffenen Bereichen wie Akutspitäler und die Betreuung/Pflege von besonders gefährdeten Personen
- das Expositionsrisiko und die Möglichkeit, Ausbrüche zu verhindern
- die Erreichbarkeit und Umsetzbarkeit der Impfung pro Gruppe
- die Anzahl Personen pro Gruppe.

Das Priorisierungsschema ist vorläufig und wird bei neuen Erkenntnissen zu den Eigenschaften der Impfstoffe und deren Verfügbarkeit unter Berücksichtigung von Ergebnissen einer noch nicht abgeschlossenen Schweizer Modellierungsstudie überprüft und gegebenenfalls angepasst.
Gruppe P1
- Personen ≥ 65 Jahre (je nach Versorgungslage in absteigenden Altersschritten):
  - zuerst ≥75 Jahre (756.409),
  - dann 65–74 Jahre (+/- Vorerkrankungen – 850.000). Darunter:
    - Bewohner ≥ 65 Jahre in Einrichtungen für ältere Menschen (Altersheime) und in Pflegeheimen (1.605.800) sowie
- möglichst gleichzeitige Impfung des Pflege-/Betreuungspersonals bzw. des gesamten Personals in Kontakt mit den Bewohnern (Bewohner: max. 160.000; Pflege-/Betreuungspersonal: ca. 126.000; Verwaltung/Technische Dienste: 44.000).
- Erwachsene < 65 Jahre mit Vorerkrankungen (etwa 621.600)

Gruppe P2
- Gesundheitspersonal mit Patientenkontakt / Betreuungspersonal von besonders gefährdeten Personen (BGP – ca. 560.000)

Gruppe P3
- Enge Kontakte (erwachsene Haushaltsmitglieder) von besonders gefährdeten Personen (1.243.000)

Gruppe P4
- Erwachsene < 65 Jahre in Gemeinschaftseinrichtungen mit erhöhtem Infektions- und Ausbruchsrisiko (mit altersdurchmischten Bewohnern – ca. 100.000)

Im Idealfall soll die gesamte Zielgruppe P1 (BGP) gleichzeitig Zugang zur Impfung erhalten. Dafür braucht es 2 Impfdosen für ca. 2.220.000 Personen.
Die Priorisierung umfasst anschließend eine fünfte Gruppe in der Reihenfolge:
1. 16/18–64-Jährige (5,6 Millionen)
2. 50–64-Jährige (3,8 Millionen)
3. 16/18–49-Jährige (1,8 Millionen)

## Weitere Länder

### Großbritannien
In Großbritannien veröffentlichte am 25. September 2020 das Joint Committee on Vaccination and Immunisation für das britische Gesundheitsministerium eine Zwischenempfehlung über die Priorisierung in elf Stufen, falls ein Impfstoff zur Verfügung steht. Höchste Priorität haben ältere Bewohner von Pflegeheimen und deren Pfleger, danach andere Gesundheitsarbeiter und alle diejenigen über 80 Jahre. In weiteren Stufen sollten Menschen ab 75, 70 und 65 Lebensjahren geimpft werden, gefolgt von unter 65-Jährigen mit hohen und moderaten Risiken, gefolgt von Menschen ab 60, 55 und 50 Jahren, anschließend die übrige Bevölkerung nach einer noch festzulegenden Priorisierung.
In einer am 30. Dezember 2020 vorgelegten Priorisierung sind nunmehr noch neun Stufen vorgesehen. Höchste Priorität genießen weiterhin Bewohner von Altenpflegeeinrichtungen und ihre Pfleger sowie, gestaffelt, die Altersgruppen ab 80, 75 und 70 Jahren, wobei in der Gruppe ab 70 auch Personen mit einem besonders großem Risiko enthalten sind. Es folgt die Altersgruppe ab 65 Jahren. Anschließend sollen nunmehr Erwachsene mit Grunderkrankungen geimpft werden, gefolgt von den Altersgruppen ab 60, 55 und 50 Jahren.

### Israel
In Israel wurden von der Regierung drei Impfstoffe bestellt, von BioNTech/Pfizer und Moderna in den USA sowie aus Russland. Schwangere Frauen, Kinder und jene, die sich von einer Erkrankung mit dem Coronavirus erholen, sollen als letzte geimpft werden. Diese Gruppen seien nicht an den klinischen Studien beteiligt gewesen, heißt es. Die Regierung gründete ein Komitee zur Verteilung, das auch entscheidet, wer zuerst geimpft werden soll. Unter der Leitung von Professor Shmuel Rishpon hat es bereits einen Vorschlag erarbeitet. Demzufolge sollen als erstes Bürger über 80 Jahre, medizinisches Personal und Menschen mit Risikofaktoren geimpft werden. Damit folgt es größtenteils den Vorgaben der Weltgesundheitsorganisation.

### Kanada
Das National Advisory Committee on Immunization (NACI) hat im November 2020 umfassende und evidenzbasierte vorläufige Leitlinien zu Schlüsselpopulationen für eine frühzeitige COVID-19-Immunisierung erstellt, welche die effiziente, effektive und gerechte Zuteilung von COVID-19-Impfstoffen gewährleisten soll, solange die zur Verfügung stehende Menge an Impfstoffen begrenzt ist. Die anfängliche Impfstoffversorgung erfordert die Priorisierung hinsichtlich der Immunisierung bestimmter Populationen. Zu den Schlüsselpopulationen, die von dem NACI für eine frühzeitige COVID-19-Immunisierung gehören diejenigen
- mit hohem Risiko für schwere Krankheiten und Todesfälle,
- die am wahrscheinlichsten an Personen mit hohem Risiko übertragen werden,
- Arbeitnehmer, die für die COVID-19-Reaktion wesentlich sind, wesentliche Dienste für das Funktionieren von Gesellschaft und Menschen unter Lebens- oder Arbeitsbedingungen mit erhöhtem Infektionsrisiko oder unverhältnismäßigen Folgen, einschließlich indigener Gemeinschaften.

NACI empfiehlt außerdem die Integration von Elementen als Leitfaden für ethische Entscheidungen unter Berücksichtigung von Überlegungen zu Gerechtigkeit, Durchführbarkeit und Akzeptanz in allen Schlüsselpopulationen.

### USA
Am 23. November 2020 hat das Advisory Committee on Immunization Practices (ACIP) der Centers for Disease Control and Prevention (CDC) zusätzlich zu den wissenschaftlichen Daten und der Durchführbarkeit der Umsetzung der Impfungen ein Grundlagenpapier zur Anwendung von vier ethischen Grundsätze für die priorisierende Zuteilung von COVID-19-Impfstoffen erstellt:
- Maximierung des Nutzens und Minimierung des Schadens;
- Chancengleichheit bei der Zuteilung;
- Verringerung gesundheitlicher Ungleichheiten aufgrund sozialer Stellung oder anderer sozial bedingter Umstände;
- Förderung der Transparenz, wobei Entscheidungsprozesse für die Zuweisung von COVID-19-Impfstoffen evidenzbasiert, klar, verständlich und öffentlich verfügbar sein müssen.

Für den Zeitraum, in dem die Versorgung mit COVID-19-Impfstoffen begrenzt sein wird, hat das ACIP vier Priorisierungsgruppen für die Zuweisung von Impfstoffen benannt:
1. medizinisches Personal (21 Millionen), Personen, die im Gesundheitswesen tätig sind und das Potenzial haben, Patienten oder infektiösem Material direkt oder indirekt ausgesetzt zu sein;
2. andere wichtige Arbeitnehmer (87 Millionen), Personen, die Operationen durchführen, die für die Aufrechterhaltung einer kritischen Infrastruktur von entscheidender Bedeutung sind, wie Lebensmittel, Landwirtschaft, Transport, Bildung und Strafverfolgung;[100]
3. Erwachsene mit einem hohen Risiko für Erkrankungen (>100 Millionen), wie Fettleibigkeit, Diabetes und Herz-Kreislauf-Erkrankungen;[101][102]
4. Erwachsene ab 65 Jahren (einschließlich Bewohner von Langzeitpflegeeinrichtungen) – (53 Millionen, darunter 3 Millionen in Langzeitpflegeeinrichtungen).[103]

Das CDC veröffentlichte am 26. Dezember 2020 einen Hinweis, wonach auch Menschen, die HIV-positiv sind, jene mit geschwächtem Immunsystem aufgrund anderer Krankheiten oder Medikamente, jene, die zuvor am Guillain-Barré-Syndrom erkrankt sind, und jene mit Autoimmunerkrankungen mit einem mRNA-COVID-19-Impfstoff geimpft werden können. Sie sollten sich jedoch auch über einen möglicherweise geringeren Impfschutz und fehlende Datenlage über die Sicherheit für diese Personengruppen bewusst sein.
Hinsichtlich der in den USA erfolgenden Priorisierung kommt massive Kritik auf, denn es kommen Algorithmen des Datamining-Unternehmens Palantir dafür zur Anwendung, die weiße gegenüber nicht-weißen Patienten bevorzugen. Auch am Universitätsklinikum von Stanford entscheidet ein Algorithmus, wer den Impfstoff bevorzugt bekommt, woraus resultiert, dass beispielsweise Ärzte kaum priorisiert werden.
Anfang April erklärte Präsident Joe Biden, dass in den USA ab dem 19. April 2021 alle Erwachsenen einen Termin für eine Corona-Impfung vereinbaren können.

## Debatte
Der Physiker Shlomo Havlin schlägt eine Priorisierung von potenziellen Superspreadern vor, um die Gesellschaft mit einem anfänglich begrenzten Angebot an Impfstoffen zu schützen. Er hat hierzu im Rahmen einer Studie ein Modell entwickelt, das von der Zeitschrift National Science Review angenommen wurde. Das Prinzip sei einfach, betont er und stellt fest, dass weltweit gezeigt wurde, dass ein großer Prozentsatz der Infektionen von einer kleinen Anzahl von Menschen verbreitet wird (siehe Überdispersion#Anwendung in der Epidemiologie), die als Superspreader bezeichnet werden und sich viel bewegen. Dieses Argument wurde in akademischen Kreisen einige Male vorgebracht, obwohl es in öffentlichen Diskussionen unter Gesundheitsbeamten nicht enthalten ist. Drei Gesundheitsexperten der Johns Hopkins University und der University of Southern California argumentierten zuvor in einem Artikel vom September, dass ältere Menschen warten sollten, bis potenzielle Superspreader geimpft worden seien.
Ähnlich argumentieren Laura Matrajt et al., die in einer Modellrechnung, die noch kein Peer-Review durchlaufen hat, bei einer angenommenen hohen Impfstoffwirksamkeit einen Vorteil sehen, wenn dieser zunächst an medizinisches Personal und jüngere Personen verteilt wird, da dies die Pandemie stoppen könnte. Bei weniger wirksamen Impfstoffen genüge dies jedoch nicht, um die Pandemie zu stoppen, und die Verteilung sollte sich auf die Älteren und Risikogruppen konzentrieren, um dort Todesfälle zu vermeiden.
Eine Impfstrategie mit fraktionierter Dosis (Fractional dose vaccination) hat sich bei Armutserkrankungen bewährt, um mit einem limitierten Angebot an Impfstoff rasch eine grosse Anzahl Individuen zu erreichen. Sie beruht auf einer nichtlinearen Beziehung von Dosis und Effektivität gewisser Impfstoffe. Bei Covid-19 hat diese Strategie, die eine reduzierte individuelle Effektivität der Impfung zugunsten einer rasch deutlich erhöhten Zahl von Impflingen in Kauf nimmt, in Modellrechnungen ein relevantes Potential zur Verkürzung einer pandemischen Welle mit Reduktion von Fallzahlen und Todesfällen. Diese im Januar 2021 vorgeschlagene Strategie wurde bisher in Europa nicht umgesetzt, kann aber im Hinblick auf die globale Notwendigkeit, jeden Menschen überall auf der Welt zu erreichen, Sinn machen.
Der Hartmannbund hat die STIKO hinsichtlich ihrer Empfehlungen zur Priorisierung scharf kritisiert. Die Einordnung von Ärzten in der ambulanten Versorgung auf den hinteren Plätzen müsse revidiert werden. Auch für die Attestierung von Vorerkrankungen müssten klar definierte Kriterien formuliert werden, andernfalls berge dies nicht nur ein nachhaltiges Konfliktpotenzial für das Arzt-Patientenverhältnis, sondern sei auch organisatorisch nicht zu bewältigen.
Der Bundestagspräsident Wolfgang Schäuble möchte die Menschen, die mit Infizierten arbeiten müssen oder mit Alten und Kranken zu tun haben, an der ersten Stelle priorisieren. „Sie haben ein extrem hohes Risiko, sich mit Corona zu infizieren. Und wenn zu viele Ärzte und Pflegekräfte ausfallen, stehen wir vor einem riesigen Problem“.

## Umgehung der Priorisierung
Neben den Menschen der im Januar 2021 für die Impfung vorgesehenen Personen der Priorisierungsstufe 1 wurden in Deutschland nach Medienberichten auch andere geimpft, die nicht zu den Risikogruppen gehörten.
Zu den Ursachen erklärte Prosper Rodewyk von der kassenärztlichen Vereinigung in Dortmund, dass die Heime drei bis vier Tage vor dem Termin die Zahl der Impfungen meldeten. Dann könne es aber sein, dass ein Patient versterbe oder ins Krankenhaus komme oder es sich doch anders überlege. Ähnlich sei es bei den Mitarbeitern und dadurch könne es zu Überständen kommen. Hin und wieder würden dabei ganze Fläschchen übrig bleiben und diese seien nur sechs Stunden lang haltbar. Deshalb gebe es bei den Impfteams eine Liste möglicher Ersatzkandidaten [der Priorisierungsstufe 1], beispielsweise beim Rettungsdienst.
Dieser Grundsatz, dann die Ersatzkandidaten zu impfen, wurde aber nicht immer eingehalten. Nach Angaben der Deutschen Feuerwehrgewerkschaft seien in den Seniorenheimen jeweils auch die Chefs von Feuerwachen und Verwaltungsangestellte Schlange gestanden, für Mitarbeiter des Rettungsdienstes sei deshalb in mehreren Fällen kein Impfstoff mehr übrig geblieben.
Neben den Ermittlungsbehörden gibt es in mehreren europäischen Ländern auch einen hohen öffentlichen Druck, so musste in Spanien der Chef des Generalstabs Miguel Ángel Villarroya seinen Rücktritt anbieten (der dann angenommen wurde), weil er und andere hohe Militärs vorzeitig geimpft wurden.